# Lista över mottagare av Nordstjärneorden
Detta är en lista över riddare och kommendörer av Nordstjärneorden i urval:

## Adolf Fredrik (1751–1771)

### Riddare
| Datum         | Klass   | Namn                   | Titel                             | Land    | Anmärkning |
| ------------- | ------- | ---------------------- | --------------------------------- | ------- | ---------- |
| 17 april 1748 | Riddare | Carl Gustaf Löwenhielm | Justitiekansler och skattemästare | Sverige |            |
| 17 april 1748 | Riddare | Carl Rudenschöld       | Statssekreterare                  | Sverige |            |
| 17 april 1748 | Riddare | Carl Hårleman          | Överintendent                     | Sverige |            |

### Kommendörer
| Datum            | Klass     | Namn                      | Titel                      | Land    | Anmärkning |
| ---------------- | --------- | ------------------------- | -------------------------- | ------- | ---------- |
| 4 december 1751  | Kommendör | Martin Ludvig Manderström | Krigsråd                   | Sverige |            |
| 21 november 1757 | Kommendör | Carl Gustaf Wennerstedt   | President                  | Sverige |            |
| 21 november 1757 | Kommendör | Johan Löwen               | President                  | Sverige |            |
| 25 november 1765 | Kommendör | Carl Hermelin             | Riksråd                    | Sverige |            |
| 21 november 1766 | Kommendör | Johan Georg Lillienberg   | President                  | Sverige |            |
| 21 november 1766 | Kommendör | Carl Harald Strömfelt     | President och landshövding | Sverige |            |
| 27 november 1769 | Kommendör | Nils Barck                | Hovkansler                 | Sverige |            |
| 27 november 1769 | Kommendör | Carl Fredric Adelcrantz   | Överintendent              | Sverige |            |
| 28 april 1770    | Kommendör | Sven Bunge                | Riksråd                    | Sverige |            |
| 26 november 1770 | Kommendör | Carl Otto von Höpken      | President                  | Sverige |            |
| 26 november 1770 | Kommendör | Johan Rosir               | President                  | Sverige |            |
| 26 november 1770 | Kommendör | Mathias Benzelstierna     | Statssekreterare           | Sverige |            |
| 26 november 1770 | Kommendör | Gustaf Philip Creutz      | Statssekreterare           | Sverige |            |

## Gustav III (1771–1792)
| Datum             | Klass     | Namn                            | Titel                                                  | Land                    | Anmärkning |
| ----------------- | --------- | ------------------------------- | ------------------------------------------------------ | ----------------------- | ---------- |
| 12 september 1772 | Kommendör | Carl Carlskiöld                 | Landshövding                                           | Sverige                 |            |
| 12 september 1772 | Kommendör | Jacob Johan Gyllenborg          | Landshövding                                           | Sverige                 |            |
| 12 september 1772 | Kommendör | Axel von Axelson                | Underståthållare                                       | Sverige                 |            |
| 30 november 1772  | Kommendör | Melker Falkenberg               | Riksråd                                                | Sverige                 |            |
| 30 november 1772  | Kommendör | Carl Wilhelm von Düben          | President                                              | Sverige                 |            |
| 30 november 1772  | Kommendör | Arvid Silfverschiöld            | President                                              | Sverige                 |            |
| 30 november 1772  | Kommendör | Per Abraham Örnsköld            | Landshövding                                           | Sverige                 |            |
| 30 november 1772  | Kommendör | Peter Fredrik von Hegardt       | Statssekreterare                                       | Sverige                 |            |
| 30 november 1772  | Kommendör | Nils Philip Gyldenstolpe        | Landshövding                                           | Sverige                 |            |
| 30 november 1772  | Kommendör | Axel Gabriel Leijonhufvud       | Hovmarskalk                                            | Sverige                 |            |
| 28 april 1773     | Kommendör | Karl Johan Ridderstolpe         | Riksråd                                                | Sverige                 |            |
| 28 april 1773     | Kommendör | Gustaf Adam von Nolcken         | Kammarherre och envoyé                                 | Sverige                 |            |
| 21 november 1774  | Kommendör | Ulrik Gustaf De la Gardie       | Överhovstallmästare                                    | Sverige                 |            |
| 20 april 1776     | Kommendör | Friedrich August von Zinzendorf | Kursachsisk generallöjtnant                            | Kurfurstendömet Sachsen |            |
| 28 april 1777     | Kommendör | Bengt Sparre                    | Överstekammarjunkare                                   | Sverige                 |            |
| 20 november 1777  | Kommendör | Fredric von Nolcken             | Envoyé                                                 | Sverige                 |            |
| 27 december 1778  | Kommendör | Carl Gustaf Piper               | Överstekammarherre                                     | Sverige                 |            |
| 1 september 1782  | Kommendör | Johan Gabriel Oxenstierna       | En av rikets herrar                                    | Sverige                 |            |
| 1 september 1782  | Kommendör | Carl Bunge                      | Landshövding                                           | Sverige                 |            |
| 1 september 1782  | Kommendör | Fredric Adolph Löwenhjelm       | Kammarherre och Envojé                                 | Sverige                 |            |
| 27 april 1785     | Kommendör | Fredric von Bohse               | Kursachsisk hovmästare, och sändebud vid svenska hovet | Kurfurstendömet Sachsen |            |
| 22 november 1784  | Kommendör | Karl Fredrik Mennander          | Ärkebiskop                                             | Finland                 |            |
| 27 november 1786  | Kommendör | Uno von Troil                   | Ärkebiskop                                             | Sverige                 |            |
| 11 november 1787  | Kommendör | Johan von Bülow                 | Geheimeråd                                             | Danmark                 |            |
| 26 november 1787  | Kommendör | Claes Horn                      | Generallöjtnant                                        | Sverige                 |            |
| 26 november 1787  | Kommendör | Emanuel De Geer                 | Riksråd                                                | Sverige                 |            |
| 26 november 1787  | Kommendör | Gustaf von Carlsson             | President                                              | Sverige                 |            |
| 26 november 1787  | Kommendör | Fredrik Adolf Ulrik Cronstedt   | Landshövding                                           | Sverige                 |            |
| 28 april 1789     | Kommendör | Jacob Gadolin                   | Biskop                                                 | Sverige                 |            |
| 28 april 1789     | Kommendör | Johan Wingård                   | Biskop                                                 | Sverige                 |            |
| 28 april 1789     | Kommendör | Eric Hesselgren                 | Biskop                                                 | Sverige                 |            |
| 22 november 1790  | Kommendör | Ulric Celsing                   | Envoyé                                                 | Sverige                 |            |
| 22 november 1790  | Kommendör | Samuel af Ugglas                | Landshövding                                           | Sverige                 |            |
| 22 november 1790  | Kommendör | Ulric Gustaf Franc              | Statssekreterare, överpostdirektör                     | Sverige                 |            |
| 22 november 1790  | Kommendör | Johan Fredrik Lilliehorn        | Landshövding                                           | Sverige                 |            |
| 22 november 1790  | Kommendör | Carl Adam Wachtmeister          | Överstekammarjunkare                                   | Sverige                 |            |
| 23 februari 1792  | Kommendör | Johan Magnus af Nordin          | Landshövding                                           | Sverige                 |            |

## Gustav IV Adolf (1792–1809)
| Datum            | Klass     | Namn                                      | Titel                                                                        | Land             | Anmärkning |
| ---------------- | --------- | ----------------------------------------- | ---------------------------------------------------------------------------- | ---------------- | ---------- |
| 24 november 1794 | Kommendör | Magnus Stenbock                           | Överstekammarjunkare                                                         | Sverige          |            |
| 24 november 1794 | Kommendör | Johan Gustaf Flodin                       | Biskop                                                                       | Sverige          |            |
| 24 november 1794 | Kommendör | Georg Wilhelm Lode                        | President                                                                    | Sverige          |            |
| 24 november 1794 | Kommendör | Arvid Georg von Nolcken                   | Förste stallmästare hos hertigen av Södermanland                             | Sverige          |            |
| 24 november 1794 | Kommendör | Axel Christian Reuterholm                 | President                                                                    | Sverige          |            |
| 24 november 1794 | Kommendör | Carl Mörner                               | Vice-guvernör för konungen, överste, generaladjutant och sekreterare för KMO | Sverige          |            |
| 31 december 1795 | Kommendör | Werner Gottlob von Schwerin               | Hovstallmästare                                                              | Sverige          |            |
| 1 november 1797  | Kommendör | Christoffer von Numers                    | President                                                                    | Sverige          |            |
| 1 november 1797  | Kommendör | Georg Ludwig von Edelsheim                | Geheimeråd och statsminister hos storhertigen av Baden                       | Baden            |            |
| 1 november 1797  | Kommendör | Adolf Ludvig Stierneld                    | Överstekammarherre                                                           | Sverige          |            |
| 16 november 1799 | Kommendör | Jacob Axelsson Lindblom                   | Biskop                                                                       | Sverige          |            |
| 16 november 1799 | Kommendör | Carl Göran Bonde                          | Överstekammarjunkare                                                         | Sverige          |            |
| 16 november 1799 | Kommendör | Johann Gustav Friedrich von Engelbrechten | kansler vid Pommerska regeringen                                             | Sverige          |            |
| 16 november 1799 | Kommendör | Fredrik von Ehrenheim                     | kanslipresident                                                              | Sverige          |            |
| 16 november 1799 | Kommendör | Arvid Erik Posse                          | President i Göta hovrätt                                                     | Sverige          |            |
| 16 november 1799 | Kommendör | Mathias Rosenblad                         | justitiestatsminister                                                        | Sverige          |            |
| 16 november 1799 | Kommendör | Carl Lagerbring                           | landshövding                                                                 | Sverige          |            |
| 14 juni 1800     | Kommendör | Johan Gabriel Oxenstierna                 | överstekammarjunkare                                                         | Sverige          |            |
| 14 juni 1800     | Kommendör | Carl Erik Lagerheim                       | president i statskontoret                                                    | Sverige          |            |
| 14 juni 1800     | Kommendör | Thure Weidman                             | biskop                                                                       | Sverige          |            |
| 14 juni 1800     | Kommendör | Christoffer Bogislaus Zibet               | akademiledamot                                                               | Sverige          |            |
| 28 maj 1801      | Kommendör | Gudmund Jöran Adlerbeth                   | författare                                                                   | Sverige          |            |
| 28 maj 1801      | Kommendör | Karl Arvid Hallenborg                     | hovrättspresident                                                            | Sverige          |            |
| 28 maj 1801      | Kommendör | Per Olof von Asp                          | diplomat                                                                     | Sverige          |            |
| 23 november 1801 | Kommendör | Sten Abraham Piper                        | kammarherre                                                                  | Sverige          |            |
| 23 november 1801 | Kommendör | Erik af Wetterstedt                       | landshövding                                                                 | Sverige          |            |
| 9 december 1802  | Kommendör | Adolf Tandefelt                           | landshövding, senare rysk undersåte som hovrättspresident i Åbo              | Sverige Ryssland |            |
| 9 december 1802  | Kommendör | Nils Rosén von Rosenstein                 | professor                                                                    | Sverige          |            |
| 9 december 1802  | Kommendör | Anders af Håkansson                       | landshövding                                                                 | Sverige          |            |
| 19 juni 1804     | Kommendör | Christian Heinrich Gayling von Altheim    | Statsminister och finanskammarpresident i Baden                              | Baden            |            |
| 23 november 1804 | Kommendör | Felix Gustaf von Behr                     | Lantdirektör och lantråd                                                     | Sverige          |            |
| 1 mars 1805      | Kommendör | Lars von Engeström                        | Utrikesstatsminister                                                         | Sverige          |            |
| 1 mars 1805      | Kommendör | Herman af Låstbom                         | Landshövding                                                                 | Sverige          |            |
| 1 mars 1805      | Kommendör | Carl Johan Gyllenborg                     | President                                                                    | Sverige          |            |
| 6 april 1806     | Kommendör | Ernst Franz Karl von Hake                 | Regeringspresident och lantdrots i hertigdömet Lauenburg och Ratzeburg       |                  |            |
| 6 april 1806     | Kommendör | Nils Bark                                 | President i pommerska tribunalet                                             | Sverige          |            |
| 19 november 1806 | Kommendör | Jacob De la Gardie                        | Generalmajor                                                                 | Sverige          |            |
| 19 mars 1808     | Kommendör | Carl Gustaf Adlerberg                     | Envoyé                                                                       | Sverige          |            |
| 28 april 1808    | Kommendör | Abraham Niclas Edelcrantz                 | Överintendent, ledamot av Svenska Akademien                                  | Sverige          |            |
| 19 maj 1808      | Kommendör | Carl G. Adlerberg                         | Envoyé, kammarherre                                                          | Sverige          |            |

## Karl XIII (1809–1818)
| Datum            | Klass     | Namn                             | Titel                                            | Land    | Anmärkning |
| ---------------- | --------- | -------------------------------- | ------------------------------------------------ | ------- | ---------- |
| 3 juli 1809      | Kommendör | Vilhelm Bennet                   | Generalmajor                                     | Sverige |            |
| 3 juli 1809      | Kommendör | Gustaf Lagerbielke               | Riksråd                                          | Sverige |            |
| 3 juli 1809      | Kommendör | Jan Eric Palmsvärd               | Justitieråd                                      | Sverige |            |
| 3 juli 1809      | Kommendör | Olof Elias Lagerheim             | President i kammarkollegium                      | Sverige |            |
| 3 juli 1809      | Kommendör | Hans Gabriel Trolle-Wachtmeister | Justitiekansler                                  | Sverige |            |
| 3 juli 1809      | Kommendör | Fredric Gyllenborg               | Justitiestatsminister                            | Sverige |            |
| 3 juli 1809      | Kommendör | Johan Adam Tingstadius           | Biskop                                           | Sverige |            |
| 3 juli 1809      | Kommendör | Eric Waller                      | Biskop                                           | Sverige |            |
| 3 juli 1809      | Kommendör | Ludvig Mörner                    | Biskop                                           | Sverige |            |
| 3 juli 1809      | Kommendör | Nils Hesslén                     | Biskop                                           | Sverige |            |
| 3 juli 1809      | Kommendör | Gustaf Murray                    | Biskop                                           | Sverige |            |
| 8 oktober 1810   | Kommendör | Carl Gustaf Oxenstierna          | Envoyé vid danska hovet                          | Sverige |            |
| 26 november 1810 | Kommendör | Gustaf af Wetterstedt            | hovkansler, akademiledamot                       | Sverige |            |
| 26 november 1810 | Kommendör | Karl Didrik Hamilton             | överstekammarherre                               | Sverige |            |
| 26 november 1810 | Kommendör | Schering Rosenhane               | statssekreterare, ledamot av vetenskapsakademien | Sverige |            |
| 28 januari 1811  | Kommendör | Olof af Wibeli                   | landshövding                                     | Sverige |            |
| 28 januari 1811  | Kommendör | Baltzar August Carl von Nieroth  | landshövding                                     | Sverige |            |
| 25 november 1811 | Kommendör | Henning Adolph von Strokirch     | hovrättspresident                                | Sverige |            |
| 25 november 1811 | Kommendör | Salomon Löfvenskiöld             | hovmarskalk och landshövding                     | Sverige |            |
| 25 november 1811 | Kommendör | Carl von Rosenstein              | biskop                                           | Sverige |            |
| 25 november 1811 | Kommendör | Leonard von Hauswolff            | överceremonimästare                              | Sverige |            |
| 25 november 1811 | Kommendör | Germund Ludvig Cederhielm        | överstekammarjunkare, kronprinsens guvernör      | Sverige |            |
| 25 november 1811 | Kommendör | Axel von Rosen                   | landshövding                                     | Sverige |            |
| 25 november 1811 | Kommendör | Gustaf Fredrik Wirsén            | statssekreterare                                 | Sverige |            |
| 25 november 1811 | Kommendör | Gabriel Poppius                  | justitieråd                                      | Sverige |            |
| 23 november 1812 | Riddare   | Axel Adlersparre                 | ryttmästare                                      | Sverige |            |
| 23 november 1812 | Riddare   | Nils Silfverschiöld              | major                                            | Sverige |            |
| 23 november 1812 | Ledamot   | Matthias Floderus                | prost                                            | Sverige |            |
| 23 november 1812 | Ledamot   | Matthias Norberg                 | professor                                        | Sverige |            |
| 2 augusti 1814   | Riddare   | Hans Christopher Kewenter        | överfältläkare                                   | Sverige |            |
| 28 januari 1815  | Riddare   | Jöns Jacob Berzelius             | kemist                                           | Sverige |            |

## Karl XIV Johan (1818–1844)
| Datum             | Klass                      | Namn                                      | Titel                                                                      | Land              | Anmärkning |
| ----------------- | -------------------------- | ----------------------------------------- | -------------------------------------------------------------------------- | ----------------- | ---------- |
| 11 maj 1818       | Riddare                    | Eric Petter Laurin                        | lagman                                                                     | Sverige           |            |
| 6 april 1819      | Kommendör med stora korset | Marie-Hippolyte de Rumigny                | Fransk ambassadör i Sverige                                                | Frankrike         |            |
| 29 september 1819 | Kommendör med stora korset | Hermann von Pückler-Muskau                |                                                                            | Ryssland          |            |
| 29 april 1822     | Kommendör med stora korset | Nils Fredrik Palmstierna                  | Generallöjtnant, överstekammarjunkare                                      | Sverige           |            |
| 3 juli 1823       | Kommendör med stora korset | Poul Christian Holst                      | Överofficiant                                                              | Norge             |            |
| 28 januari 1824   | Riddare                    | Gustaf Daniel Lorichs                     | Chargé d’Affaires, Madrid                                                  | Sverige           |            |
| 1824              | Kommendör                  | Arvid Mauritz Posse                       | Justitiestatsminister och riksmarskalk                                     | Sverige           |            |
| 4 juli 1827       | Kommendör med stora korset | Erik Johan Bergenschöld                   | Justitiekansler, landshövding                                              | Sverige           |            |
| 4 juli 1827       | Kommendör med stora korset | Magnus Georg Danckwardt                   | Statssekreterare                                                           | Sverige           |            |
| 21 augusti 1828   | Kommendör med stora korset | Carl Hochschild                           | Kammarherre, handsekreterare hos änkedrottningen och diplomat              | Sverige           |            |
| 10 juni 1829      | Kommendör med stora korset | Jacob van Heeckeren tot Enghuizen         | Nederländsk ambassadör                                                     | Nederländerna     |            |
| 24 juni 1832      | Kommendör med stora korset | Johan Jacob Hedrén                        | Biskop                                                                     | Sverige           |            |
| 1832              | Kommendör med stora korset | Eric Gabriel von Rosén                    | Skattmästare vid Serafimerorden                                            | Sverige           |            |
| 1832              | Kommendör med stora korset | Napoléon-Hector Soult de Dalmatie         | Fransk ambassadör                                                          | Frankrike         |            |
| 1833              | Kommendör med stora korset | Greve Maximilian von Lerchenfeld-Köfering | Bayersk minister                                                           | Kungariket Bayern |            |
| 11 juli 1835      | Kommendör med stora korset | Furst Michael Soutsos                     | Grekiskt statsråd                                                          | Grekland          |            |
| 1835              | Kommendör med stora korset | Carl Henrik Gyllenhaal                    | Ståthållare på Ulriksdal och Haga slott, statsråd och kabinettskammarherre | Sverige           |            |
| 1836              | Kommendör med stora korset | Ludvig Moltke                             | Dansk diplomat                                                             | Danmark           |            |
| 11 oktober 1836   | Kommendör med stora korset | Charles-Edgar de Mornay                   | Fransk diplomat                                                            | Frankrike         |            |
| 1836              | Kommendör med stora korset | Ulrik Frederik Anton de Schouboe          | Norsk statssekreterare                                                     | Norge             |            |
| 1836              | Kommendör med stora korset | Frederik Vilhelm Wedel-Jarlsberg          | Amtman, tullinspektor i Laurvigs tulldistrikt                              | Danmark           |            |
| 1836              | Kommendör med stora korset | August von Hartmansdorff                  | President i kammarrätten, riksbanksfullmäktig                              | Sverige           |            |
| 1836              | Kommendör med stora korset | Pehr Westerstrand                         | President och ordförande i Nya Trollhätte kanalbolag                       | Sverige           |            |
| 5 maj 1837        | Kommendör med stora korset | Carl Adolf Agardh                         | Biskop                                                                     | Sverige           |            |
| 1837              | Kommendör med stora korset | Bernhard von Beskow                       | Underkansler vid Serafimerorden                                            | Sverige           |            |
| 1837              | Kommendör med stora korset | Wilhelm von Brockhausen                   | Preussisk minister                                                         | Preussen          |            |
| 1838              | Kommendör med stora korset | Franciszek Potocki                        | Ryskt geheimeråd                                                           | Ryssland          |            |
| 11 maj 1838       | Kommendör med stora korset | Erik Wilhelm Bredberg                     | Justitieråd                                                                | Sverige           |            |
| 1838              | Kommendör med stora korset | Adolf Fredrik Nils Gyldenstolpe           | Överofficiant vid Serafimerorden                                           | Sverige           |            |
| 1838              | Kommendör med stora korset | Lars Gabriel von Haartman                 | Ryskt geheimeråd                                                           | Ryssland          |            |
| 18 augusti 1838   | Kommendör med stora korset | Baron Demetrius von der Osten-Sacken      | Ryskt geheimeråd                                                           | Ryssland          |            |
| 1839              | Kommendör med stora korset | Niels Arntzen Sem                         | Stiftsamtman i Kristiania stift                                            | Norge             |            |
| 14 juli 1839      | Kommendör med stora korset | Tellez de Silva, markis de Rezende        | Grand av Brasilien                                                         | Brasilien         |            |
| 11 maj 1840       | Kommendör med stora korset | Baron Julius Bernadotte                   |                                                                            | Frankrike         |            |
| 2 november 1840   | Kommendör med stora korset | Clemente Solaro della Margherita          | Sardinsk utrikesminister                                                   | Frankrike         |            |
| 22 maj 1841       | Kommendör med stora korset | Baron Pie de Crombrugghe de Looringhe     | Nederländsk minister                                                       | Nederländerna     |            |
| 6 juni 1842       | Kommendör med stora korset | Johan Albert Butsch                       | Biskop                                                                     | Sverige           |            |
| 21 juli 1842      | Kommendör med stora korset | Antonio González                          | Spaniens statsminister                                                     | Spanien           |            |
| 1843              | Kommendör med stora korset | Olof Immanuel Fåhraeus                    | Statsråd, landshövding                                                     | Sverige           |            |
| 6 februari 1843   | Riddare                    | Carl Bonde                                | Överstekammarjunkare, friherre                                             | Sverige           |            |

## Oscar I (1844–1859)
| 1844              | Kommendör med stora korset | Gustaf Erik Frölich                                     | Hovmarskalk, landshövding                                                   | Sverige           |                |
| 21 maj 1844       | Kommendör med stora korset | Adolphe Fourier de Bacourt                              | Fransk ambassadör                                                           | Frankrike         |                |
| 24 maj 1844       | Kommendör med stora korset | Otto von Bray-Steinburg                                 | Bayersk ambassadör och riksråd                                              | Kungariket Bayern |                |
| 21 oktober 1844   | Kommendör                  | Evert Marius Adrian Martini                             | Nederländsk diplomat                                                        | Nederländerna     |                |
| 1844              | Kommendör med stora korset | Alexander von Humboldt                                  | Preussiskt geheimeråd                                                       | Preussen          |                |
| 8 januari 1845    | Kommendör                  | Petros Deligiannis                                      | Grekisk utrikesminister                                                     | Grekland          |                |
| 15 mars 1845      | Kommendör med stora korset | greve Ferdinand von Galen                               | Preussisk kammarherre och geheimeråd                                        | Preussen          |                |
| 29 april 1845     | Kommendör med stora korset | Otto Sophus Danneskiold-Samsøe                          | Generaldirektör för danska postverket                                       | Danmark           |                |
| 7 juni 1845       | Kommendör med stora korset | greve Heinrich Anna Reventlow-Criminil                  | Dansk geheimestatsminister                                                  | Danmark           |                |
| 7 juni 1845       | Kommendör med stora korset | greve Albert Goblet d'Alviella                          | Belgisk general                                                             | Belgien           |                |
| 7 juni 1845       | Kommendör                  | Charles Hanbury                                         | Hannoversk ministerresident och generalkonsul i Hamburg                     |                   |                |
| 28 juni 1845      | Kommendör                  | Carl Hans Ulner                                         | Svensk minister                                                             | Sverige           |                |
| 28 juni 1845      | Kommendör                  | hertigen av Glücksbjerg Louis Decazes                   | Fransk diplomat                                                             | Frankrike         |                |
| 28 juni 1845      | Kommendör                  | Georges Doré de Nyon                                    | Fransk generalkonsul                                                        | Frankrike         |                |
| 1846              | Kommendör med stora korset | Joachim Godsche von Levetzau                            | Dansk överhovmarskalk                                                       | Danmark           |                |
| 1846              | Kommendör med stora korset | greve Andrej Petrovitj Sjuvalov                         | Rysk överhovmarskalk                                                        | Ryssland          |                |
| 1846              | Kommendör med stora korset | Fjodor Prianisjnikov                                    | Ryskt geheimeråd                                                            | Ryssland          |                |
| 30 december 1846  | Kommendör                  | Friedrich Albert von Oertzen                            | Regeringsdirektör i Mecklenburg-Schwerin                                    |                   |                |
| 18 maj 1847       | Kommendör                  | Roderick Murchison                                      | Direktör för geologiska undersökningen i Storbritannien                     | Storbritannien    |                |
| 17 december 1847  | Kommendör                  | Jean Zacharie Mazel                                     | Nederländsk generalsekreterare                                              | Nederländerna     |                |
| 11 februari 1848  | Kommendör med stora korset | Eduard von Schaper                                      | Preussisk generalpostmästare                                                | Preussen          |                |
| 25 maj 1848       | Kommendör                  | herr Haurowitsch                                        | Ryskt statsråd och livmedikus hos furst Konstantin                          | Ryssland          |                |
| 2 juli 1848       | Kommendör                  | greve Albert von Pourtalès                              | Preussisk diplomat                                                          | Preussen          |                |
| 9 juli 1848       | Kommendör                  | greve Ahlefeldt-Laurvig                                 | Ceremonimästare vid danska hovet                                            | Danmark           |                |
| 9 juli 1848       | Kommendör                  | Frederik Christian August de Roepstorff                 | förste hovstallmästare                                                      | Danmark           |                |
| 9 juli 1848       | Kommendör                  | Hans Schack Knuth                                       | Dansk kammarherre och amtman över Fredriksborgs amt                         | Danmark           |                |
| 24 juli 1848      | Kommendör                  | Holger Christian Reedtz                                 | Dansk statsminister                                                         | Danmark           |                |
| 24 juli 1848      | Kommendör med stora korset | Frederik Ferdinand von Tillisch                         | Dansk statsminister                                                         | Danmark           |                |
| 4 september 1848  | Kommendör                  | greve Carl Wilhelm Adam Sigismund Wedell-Wedellsborg    |                                                                             | Danmark           |                |
| 25 september 1848 | Kommendör                  | greve Adam Christopher Holsten-Charisius                | Dansk kammarherre                                                           | Danmark           |                |
| 1848              | Kommendör med stora korset | greve Valentin Esterházy                                | Österrikisk diplomat                                                        |                   |                |
| 1848              | Kommendör med stora korset | Preben Bille-Brahe                                      | Dansk kammarherre                                                           | Danmark           |                |
| 1848              | Kommendör med stora korset | Claes Gabriel Bergenstråhle                             | Landshövding, generaladjutant                                               | Sverige           |                |
| 28 april 1849     | Kommendör                  | Carl Ludvig Landin                                      | Hovrättsråd och justitieombudsman                                           | Sverige           |                |
| 1849              | Kommendör med stora korset | Mehmed Emin Ali Pascha                                  | Osmansk utrikesminister                                                     | Turkiet           |                |
| 16 oktober 1849   | Kommendör med stora korset | Jules Van Praet                                         | Minister för belgiska kungahuset                                            | Belgien           |                |
| 16 oktober 1849   | Kommendör                  | baron Vrints von Treuenfeld                             | Överpostdirektör i hertigdömet Nassau                                       |                   |                |
| 6 november 1849   | Kommendör med stora korset | Charles Rogier                                          | Belgisk utrikesminister                                                     | Belgien           |                |
| 26 november 1849  | Kommendör                  | Anders Peter Sandströmer                                | Landshövding och finansminister                                             | Sverige           |                |
| 1849              | Kommendör med stora korset | Otto von Plessen                                        | Dansk diplomat                                                              | Danmark           |                |
| 30 april 1850     | Kommendör                  | Hendrik Maurits Cornelis Clifford                       | Nederländsk hovmarskalk                                                     | Nederländerna     |                |
| 26 juni 1850      | Kommendör                  | Anders Fryxell                                          | Akademiledamot                                                              | Sverige           |                |
| 26 juni 1850      | Kommendör                  | Georg Ludvig von Rosen                                  | Kammarherre och landshövding                                                | Sverige           |                |
| 26 juni 1850      | Kommendör                  | Nils Snoilsky                                           | Justitieråd och hovmarskalk                                                 | Sverige           |                |
| 29 juni 1850      | Kommendör                  | Pieter Hendrik van Limburg-Stirum                       | Hovmarskalk hos prins Fredrik av Nederländerna                              | Nederländerna     |                |
| 1850              | Kommendör med stora korset | Herman van Sonsbeeck                                    | Nederländsk utrikesminister                                                 | Nederländerna     |                |
| 1850              | Kommendör med stora korset | Johan Theodoor Hendrik Nedermeyer van Rosenthal         | Nederländsk justitieminister                                                | Nederländerna     |                |
| 18 juli 1851      | Kommendör                  | baron Jan Lodewijk Willem de Geer van Jutphaas          | Greffier vid Nederländska generalstaternas första kammare                   | Nederländerna     |                |
| 23 juli 1851      | Kommendör                  | Johan Georg Forchhammer                                 | Danskt etatsråd                                                             | Danmark           |                |
| 10 november 1851  | Kommendör                  | Hans Fredrik Oldevig                                    | Landshövding                                                                | Sverige           |                |
| 10 november 1851  | Kommendör                  | Frederik Stang                                          | Norges statsminister                                                        | Norge             |                |
| 10 november 1851  | Kommendör med stora korset | Otto Wilhelm Staël von Holstein                         | Kammarherre, statsråd, generaldirektör för postverket                       | Sverige           |                |
| 10 november 1851  | Kommendör med stora korset | Carl Henrik Engelhart                                   | Justitieråd                                                                 | Sverige           |                |
| 10 november 1851  | Kommendör med stora korset | Robert Fredrik von Kraemer                              | Kammarherre, landshövding                                                   | Sverige           |                |
| 1851              | Kommendör med stora korset | Charles-Victor Lobstein                                 | Fransk diplomat                                                             | Frankrike         |                |
| 9 juli 1852       | Kommendör                  | Gustaf Daniel Lorichs                                   | Kammarherre, Chargé d’Affaires                                              | Sverige           |                |
| 9 september 1852  | Kommendör med stora korset | baron Ernst von Malortie                                | Hannoversk överhovmarskalk                                                  |                   |                |
| 27 januari 1853   | Kommendör med stora korset | Wilhelm Sponneck                                        | Dansk finansminister                                                        | Danmark           |                |
| 28 april 1853     | Kommendör med stora korset | Sven Munthe                                             | Statsråd                                                                    | Sverige           |                |
| 1853              | Kommendör med stora korset | herr Lev Seniavin                                       | Ryskt geheimeråd                                                            | Ryssland          |                |
| 1853              | Kommendör med stora korset | Gustaf af Nordin                                        | Kammarherre, diplomat och generalmajor                                      | Sverige           |                |
| 1853              | Kommendör med stora korset | Jean Albrecht Berg von Linde                            | Hovrättspresident                                                           | Sverige           |                |
| 1853              | Kommendör med stora korset | Jakob Essen Hamilton                                    | Överståthållare i Stockholm, generalmajor                                   | Sverige           |                |
| 25 juni 1853      | Kommendör av stora korset  | Eric August Lewenhaupt                                  | Ceremonimästare vid Serafimerorden                                          | Sverige           |                |
| 28 april 1853     | Kommendör                  | Erik Fahlcrantz                                         | Biskop i Västerås, akademiledamot                                           | Sverige           |                |
| 28 april 1853     | Kommendör                  | Jonas Wærn                                              | Statsråd och landshövding                                                   | Sverige           |                |
| 28 april 1853     | Kommendör                  | Johan August Gripenstedt                                | Finansminister                                                              | Sverige           |                |
| 28 april 1853     | Kommendör                  | Carl Göran Mörner                                       | Statsråd och kammarherre                                                    | Sverige           |                |
| 28 april 1853     | Kommendör                  | Georg Ulfsparre                                         | President i statskontoret, direktör för brandförsäkringsverket              | Sverige           |                |
| 28 april 1853     | Kommendör                  | Georg Gabriel Emil von Troil                            | Landshövding                                                                | Sverige           |                |
| 28 april 1853     | Kommendör                  | Gustaf Fredrik Liljencrantz                             | Hovmarskalk, landshövding, adjutant hos Karl XIV Johan                      | Sverige           |                |
| 28 april 1853     | Kommendör                  | Mikael Gustaf Anckarsvärd                               | Överintendent över konstakademin                                            | Sverige           |                |
| 25 september 1854 | Kommendör                  | James Haarlef Haasum                                    | Guvernör på Saint Barthélemy                                                | Sverige           |                |
| 18 december 1854  | Kommendör                  | Patrick Adolph Lewenhaupt                               | Kabinettskammarherre och landshövding                                       | Sverige           |                |
| 18 december 1854  | Kommendör                  | Paul Genberg                                            | Statsråd och biskop                                                         | Sverige           |                |
| 18 december 1854  | Kommendör                  | Henric Reuterdahl                                       | Statsråd, ärkebiskop, akademiledamot                                        | Sverige           |                |
| 18 december 1854  | Kommendör                  | Israel Bergman                                          | Biskop                                                                      | Sverige           |                |
| 1854              | Kommendör av stora korset  | Henning Hamilton                                        | Landshövding, ledamot av Svenska Akademien                                  | Sverige           |                |
| 1854              | Kommendör av stora korset  | Joseph Maria Anton Brassier de Saint-Simon              | Preussisk diplomat                                                          | Preussen          |                |
| 1854              | Kommendör av stora korset  | Ferdinand Braunerhielm                                  | Banérförare vid Serafimerorden                                              | Sverige           |                |
| 1854              | Kommendör av stora korset  | Johan Harder Backman                                    | Justitieråd                                                                 | Sverige           |                |
| 18 december 1854  | Kommendör av stora korset  | Carl Mörner                                             | Kammarherre och landshövding                                                | Sverige           |                |
| 1855              | Kommendör av stora korset  | Ludvig Manderström                                      | Kammarherre och fransk minister, akademiledamot                             | Sverige           |                |
| 1855              | Kommendör av stora korset  | Georg Nordenstolpe                                      | Justitieråd                                                                 | Sverige           |                |
| 28 augusti 1855   | Kommendör                  | Anton Martin Schweigaard                                | Jurist och politiker                                                        | Sverige           |                |
| 28 april 1856     | Kommendör                  | Israel Hwasser                                          | Professor i Uppsala och ledamot av svenska akademien                        | Sverige           |                |
| 28 april 1856     | Kommendör                  | Anders Retzius                                          | Professor och inspektor vid Karolinska institutet, ledamot av konstakademin | Sverige           |                |
| 27 juni 1856      | Kommendör                  | Gustaf Adolf Montgomery                                 | Landshövding                                                                | Sverige           |                |
| 25 augusti 1856   | Kommendör                  | Gustaf Sterky                                           | Svensk-norsk generalkonsul i Sankt Petersburg                               | Sverige           |                |
| 1856              | Kommendör av stora korset  | herr Armand-Lefebure                                    | Statsråd och direktör i franska utrikesministeriet                          | Frankrike         |                |
| 1856              | Kommendör av stora korset  | Claes Günther                                           | Statsråd, justitieminister                                                  | Sverige           |                |
| 24 maj 1856       | Kommendör av stora korset  | Vicomte Charles Vilain XIIII                            | Belgisk utrikesminister                                                     | Belgien           |                |
| 1856              | Kommendör av stora korset  | greve Charles de Marnix                                 | Belgisk överstemarskalk                                                     | Belgien           |                |
| 12 augusti 1856   | Kommendör av stora korset  | Mehmed Fuad Pasha                                       | Osmansk utrikesminister                                                     | Turkiet           |                |
| 25 november 1856  | Kommendör av stora korset  | baron Friedrich Anton Georg Karl von Bock und Hermsdorf | Överkammarherre hos hertigen av Nassau                                      |                   |                |
| 28 december 1856  | Kommendör av stora korset  | Michele Gravina furst Comitini                          | Neapolitansk statsminister                                                  | Bägge Sicilierna  |                |
| 1857              |                            | Sir Roberts William Willis Wilde                        | Kirurg                                                                      | Irland            |                |
| 18 mars 1857      | Kommendör av stora korset  | greve P. H. van Limburg-Stirum                          | Nederländsk överstekammarjunkare                                            | Nederländerna     |                |
| 1 december 1857   | Kommendör med stora korset | Nils Fredrik Wallenstéen                                | Statsråd och landshövding                                                   | Sverige           | Kommendör 1851 |
| 13 april 1858     | Kommendör med stora korset | Adolphe de Vrière                                       | Belgisk utrikesminister                                                     | Belgien           |                |
| 28 april 1858     | Kommendör med stora korset | Carl Göran Detlof Mörner                                | Statsråd, president i kammarrätten och direktör för lantbruksakademin       | Sverige           |                |
| 28 april 1858     | Kommendör med stora korset | Arvid Gustaf Faxe                                       | Statsråd och justitiekansler                                                | Sverige           | Kommendör 1850 |
| 28 april 1858     | Kommendör med stora korset | Fredrik Åkerman                                         | President i kammarkollegium, direktör för landbruksakademin                 | Sverige           | Kommendör 1850 |
| 28 april 1850     | Kommendör med stora korset | Carl Hallström                                          | Biskop i Visby stift                                                        | Sverige           | Kommendör 1850 |
| 4 maj 1858        | Kommendör med stora korset | Napoléon Alcindor de Beaulieu                           | Belgisk diplomat                                                            | Belgien           |                |
| 12 juli 1858      | Kommendör med stora korset | August von Röntgen                                      | Geheimeråd hos hertigen av Nassau                                           |                   |                |
| 10 november 1858  | Kommendör med stora korset | Gerard de Souza                                         | Spansk diplomat                                                             |                   |                |
| 16 november 1858  | Kommendör med stora korset | Samuel von Troil                                        | Landshövding och adjutant åt Karl XIV Johan                                 | Sverige           | Kommendör 1854 |
| 28 april 1859     | Kommendör med stora korset | Fredrik Otto Silverstolpe                               | Statsråd och landshövding                                                   | Sverige           | Kommendör 1851 |
| 24 juni 1859      | Kommendör med stora korset | Christian Zetlitz Bretteville                           |                                                                             | Sverige           |                |

## Karl XV (1859–1872)
| 10 augusti 1859   | Kommendör med stora korset | Peder Carl Lasson                                |                                                              | Sverige           |                |
| 10 augusti 1859   | Kommendör med stora korset | Christopher Hansteen                             |                                                              | Sverige           |                |
| 17 augusti 1859   | Kommendör med stora korset | baron Charles A. de Talleyrand-Périgord          | Fransk ambassadör                                            | Frankrike         |                |
| 24 september 1859 | Kommendör med stora korset | baron Camille de Tornaco                         | Vicepresident i Belgiska senaten                             | Belgien           |                |
| 26 september 1859 | Kommendör med stora korset | Gustav von Le Coq                                | Preussiskt geheimeråd                                        | Preussen          |                |
| 15 oktober 1859   | Kommendör med stora korset | Albin Leo von Seebach                            | Sachsisk diplomat                                            |                   |                |
| 21 december 1859  | Kommendör med stora korset | greve Théodore van der Straten-Ponthoz           | Belgisk överhovmarskalk                                      | Belgien           |                |
| 27 april 1860     | Kommendör med stora korset | Carl Jedvard Bonde                               | Överstekammarherre                                           | Sverige           |                |
| 5 maj 1860        | Kommendör med stora korset | Ludvig Theodor Almqvist                          | Statsråd                                                     | Sverige           |                |
| 5 maj 1860        | Kommendör med stora korset | Jonas Wærn                                       | Statsråd och landshövding                                    | Sverige           |                |
| 5 maj 1860        | Kommendör med stora korset | Georg Nicolaus Adelswärd                         | Diplomat                                                     | Sverige           |                |
| 5 maj 1860        | Kommendör med stora korset | Adolf Alexanderson                               | Justitieråd                                                  | Sverige           |                |
| 5 maj 1860        | Kommendör med stora korset | Thure Annerstedt                                 | Ordensbiskop                                                 | Sverige           |                |
| 5 maj 1860        | Kommendör med stora korset | Baltzar Julius Ernst von Platen                  |                                                              | Sverige           |                |
| 5 maj 1860        | Kommendör med stora korset | Axel Gustaf Gyllenkrook                          | Överstekammarjunkare                                         | Sverige           |                |
| 5 maj 1860        | Kommendör med stora korset | Gustaf Fredrik Liljencrants                      | Landshövding, förste hovmarskalk                             | Sverige           |                |
| 16 maj 1860       | Kommendör med stora korset | baron Henri Mercier de Lostende                  | Fransk ambassadör                                            | Frankrike         |                |
| 23 maj 1860       | Kommendör med stora korset | jonkheer Hendrik Steengracht van Oosterland      | Nederländsk överstekammarherre                               | Nederländerna     |                |
| 10 juni 1860      | Kommendör med stora korset | Severin Henrik Ernst Løvenskiold                 | Adjutant hos Carl XIV Johan, chef för hovstaten i Norge      | Norge             |                |
| 10 juni 1860      | Kommendör med stora korset | Carl Christian Hall                              | Danskt Geheime-konferensråd                                  | Danmark           |                |
| 24 juni 1860      | Kommendör med stora korset | Frederik Wilhelm August von Haxthausen           | Dansk hovstallmästare och kammarherre                        | Danmark           |                |
| 26 november 1860  | Kommendör med stora korset | Johan Carl Åkerhielm                             | Kammarherre och landshövding                                 | Sverige           | Kommendör 1854 |
| 28 januari 1861   | Kommendör med stora korset | Gustaf Fredrik von Rosen                         | Underkansler                                                 | Sverige           |                |
| 28 januari 1861   | Kommendör med stora korset | Knut Erik Skjöldebrand                           | Landshövding                                                 | Sverige           |                |
| 3 maj 1861        | Kommendör med stora korset | Paulus Genberg                                   | Statsråd och biskop                                          | Sverige           |                |
| 20 juli 1861      | Kommendör med stora korset | markis Vincenzo Fardella di Torrearsa            | President i Italienska senaten                               | Italien           |                |
| 3 september 1861  | Kommendör med stora korset | greve Adolf Fredrik von Platen-Hallermund        | Hannoversk utrikesminister                                   |                   |                |
| 28 januari 1862   | Kommendör med stora korset | Peter Qviding                                    | Justitieråd                                                  | Sverige           |                |
| 7 februari 1862   | Kommendör med stora korset | Ubaldino Peruzzi                                 | Italiens inrikesminister                                     | Italien           |                |
| 3 maj 1862        | Kommendör med stora korset | Gerhard Lagerstråle                              | Statsråd och justitieråd                                     | Sverige           |                |
| 21 juli 1862      | Kommendör med stora korset | greve Christian Conrad Sophus Danneskjold-Samsöe | Danskt konferensråd                                          | Danmark           |                |
| 8 november 1862   | Kommendör med stora korset | Charles Baudin                                   | Fransk diplomat                                              | Frankrike         |                |
| 25 november 1862  | Kommendör med stora korset | markis Gioacchino Pepoli, greve av Castiglione   | Italiensk senator                                            | Italien           |                |
| 25 november 1862  | Kommendör med stora korset | Kiani Pascha                                     | Turkisk statssekreterare                                     | Turkiet           |                |
| 8 december 1862   | Kommendör med stora korset | Gustaf Lagerbjelke                               | Landshövding                                                 | Sverige           |                |
| 1862              | Ledamot                    | Johan Magnus Almqvist                            | Riksdagsledamot                                              | Sverige           |                |
| 26 mars 1863      | Kommendör med stora korset | Carl Malcolm Ernst Georg von Bylandt             | Diplomat                                                     | Nederländerna     |                |
| 3 maj 1863        | Kommendör med stora korset | Carl Gustaf Hoffstedt                            | Justitieråd                                                  | Sverige           |                |
| 3 maj 1863        | Kommendör med stora korset | Christian Erik Fahlcrantz                        | Biskop, akademiledamot                                       | Sverige           |                |
| 30 september 1863 | Kommendör med stora korset | Erik Rörig Möinichen                             | Justitieråd                                                  | Sverige           |                |
| 12 november 1863  | Kommendör med stora korset | Firmin Rogier                                    | Diplomat                                                     | Belgien           |                |
| 14 november 1863  | Kommendör med stora korset | Ludwig von Paar                                  | Geheimeråd och diplomat                                      | Österrike         |                |
| 28 januari 1864   | Kommendör med stora korset | Lars Anton Anjou                                 | Statsråd                                                     | Sverige           |                |
| 28 januari 1864   | Kommendör med stora korset | Gustaf af Ugglas                                 | Statsråd och överståthållare i Stockholm                     | Sverige           |                |
| 28 januari 1864   | Kommendör med stora korset | Carl Johan Malmsten                              | Landshövding och statsråd                                    | Sverige           |                |
| 28 januari 1864   | Kommendör med stora korset | Magnus Huss                                      | Ordförande i sundhetskollegium                               | Sverige           | Kommendör 1851 |
| 28 januari 1864   | Kommendör med stora korset | Fredrik Hartvig Anton, baron av Wedel-Jarlsberg  |                                                              | Norge             |                |
| 24 februari 1864  | Kommendör med stora korset | Alfred von Larisch                               | Altenburgsk statsminister                                    |                   |                |
| 24 februari 1864  | Kommendör med stora korset | Carl August Järta                                | Diplomat                                                     | Sverige           |                |
| 30 mars 1864      | Kommendör med stora korset | Adam Christopher Løvenskiold                     | Överstekammarjunkare och diplomat                            | Sverige           |                |
| 3 maj 1864        | Kommendör med stora korset | Thomas Munck af Rosenschöld                      | Hovrättspresident                                            | Sverige           |                |
| 3 maj 1864        | Kommendör med stora korset | Sven August Darin                                | President                                                    | Sverige           |                |
| 3 maj 1864        | Kommendör med stora korset | Olof Axel Tauvon                                 | President                                                    | Sverige           |                |
| 16 augusti 1864   | Kommendör med stora korset | Hans Fredrik Oldevig                             | President                                                    | Sverige           |                |
| 4 oktober 1864    | Kommendör med stora korset | Francisco Serapio Mora                           | Mexikansk diplomat                                           | Mexiko            |                |
| 28 oktober 1864   | Kommendör med stora korset | Carl Wachtmeister                                | Diplomat                                                     | Sverige           |                |
| 5 november 1864   | Kommendör med stora korset | Georg Prahl Harbitz                              |                                                              | Sverige           |                |
| 5 november 1864   | Kommendör med stora korset | Christian Birch-Reichenwald                      |                                                              | Sverige           |                |
| 15 december 1864  | Kommendör med stora korset | Elias Fries                                      | Professor och en av de aderton                               | Sverige           | Kommendör 1854 |
| 27 mars 1865      | Kommendör med stora korset | Armand Behic                                     | Fransk senator och minister                                  | Frankrike         |                |
| 27 mars 1865      | Kommendör med stora korset | José Fernando Ramirez                            | Mexikansk utrikesminister                                    | Mexiko            |                |
| 3 maj 1865        | Kommendör med stora korset | Otto Vincent Lange                               |                                                              | Norge             |                |
| 3 augusti 1865    | Kommendör med stora korset | Carl Ludvig Løvenskiold                          | Dansk kammarherre                                            | Danmark           |                |
| 20 oktober 1865   | Kommendör med stora korset | Julius Frederik Sick                             | Dansk kammarherre och diplomat                               | Danmark           |                |
| 27 februari 1866  | Kommendör med stora korset | Félix de Lavalette                               | Fransk utrikesminister                                       | Frankrike         |                |
| 28 april 1866     | Kommendör med stora korset | Fritz Piper                                      | Adjutant hos Karl XIV Johan och hovstallmästare              | Sverige           |                |
| 3 juli 1866       | Kommendör med stora korset | Didrik Gillis Bildt                              | Överståthållare                                              | Sverige           |                |
| 3 juli 1866       | Kommendör med stora korset | Rutger August Wachtmeister                       |                                                              | Sverige           |                |
| 3 juli 1866       | Kommendör med stora korset | Henrik Wilhelm Bredberg                          | President i kammarrätten                                     | Sverige           |                |
| 3 juli 1866       | Kommendör med stora korset | F.F. Carlson                                     | Statsråd och en av de aderton                                | Sverige           |                |
| 23 juli 1866      | Kommendör med stora korset | Knut Filip Bonde                                 | Överstekammarjunkare                                         | Sverige           |                |
| 23 oktober 1866   | Kommendör med stora korset | Emilio Visconti Venosta                          | Italiensk utrikesminister                                    | Italien           |                |
| 26 november 1866  | Kommendör med stora korset | Samuel August Sandels                            | Banérförare vid Serafimerorden                               | Sverige           |                |
| 27 november 1866  | Kommendör med stora korset | Maximilian Joseph Pergler von Perglas            | Bayersk diplomat                                             | Kungariket Bayern |                |
| 28 januari 1867   | Kommendör med stora korset | Carl Johan Thyselius                             | Statsråd                                                     | Sverige           |                |
| 28 januari 1867   | Kommendör med stora korset | John Ericsson                                    | Civilingenjör                                                | Sverige           |                |
| 12 februari 1867  | Kommendör med stora korset | Baron von Rosenberg                              | Preussisk diplomat och kammarherre                           | Preussen          |                |
| 4 juni 1867       | Kommendör med stora korset | Fredrik Iggeström                                | Justitieråd                                                  | Sverige           |                |
| 5 juli 1867       | Kommendör med stora korset | Enar Wilhelm Nordenfelt                          | Landshövding och överste                                     | Sverige           |                |
| 3 september 1867  | Kommendör med stora korset | Michel Chevalier                                 | Fransk senator                                               | Frankrike         |                |
| 3 september 1867  | Kommendör med stora korset | greve Hermann Erdmann Konstantin von Pückler     | Preussisk general och geheimeråd                             | Preussen          |                |
| 3 september 1867  | Kommendör med stora korset | Hendrik Maurits Cornelis Clifford                | Nederländsk hovmarskalk                                      | Nederländerna     |                |
| 3 september 1867  | Kommendör med stora korset | Hippolyte Desprez                                | Fransk diplomat                                              | Frankrike         |                |
| 10 september 1867 | Kommendör med stora korset | Luigi Corti                                      | Italiensk diplomat                                           | Italien           |                |
| 19 maj 1868       | Kommendör med stora korset | Ladislaus von Karnicki                           | Österrikiskt geheimeråd                                      | Österrike         |                |
| 3 juni 1868       | Kommendör med stora korset | Johan Nicolai Madvig                             | Danskt konferensråd och professor                            | Danmark           |                |
| 8 augusti 1868    | Kommendör med stora korset | André Vincent Adolphe Dotézac                    | Fransk diplomat                                              | Frankrike         |                |
| 17 december 1868  | Kommendör med stora korset | Nubar pascha                                     | Egyptisk utrikesminister                                     | Egypten           |                |
| 26 februari 1869  | Kommendör med stora korset | Maximilian von Philipsborn                       | Generaldirektör för preussiska postverket                    | Preussen          |                |
| 15 mars 1869      | Kommendör med stora korset | Cherif Pascha                                    | Egyptisk premiärminister                                     | Egypten           |                |
| 23 juli 1869      | Kommendör med stora korset | Theodorus Marinus Roest van Limburg              | Nederländsk utrikesminister                                  | Nederländerna     |                |
| 27 juli 1869      | Kommendör med stora korset | Peter Vedel                                      | Dansk utrikesminister                                        | Danmark           |                |
| 28 juli 1869      | Kommendör med stora korset | Jens Peter Trap                                  | Danskt geheimeråd och kabinettssekreterare hos danske kungen | Danmark           |                |
| 28 juli 1869      | Kommendör med stora korset | Ludvig Holstein-Holsteinborg                     | Kammarherre och hovjägmästare                                | Danmark           |                |
| 29 juli 1869      | Kommendör med stora korset | Rudolf von Stillfried d'Alcantara-Rattonitz      | Preussiskt geheimeråd                                        | Preussen          |                |
| 29 juli 1869      | Kommendör med stora korset | Gustaf Ebbe Bring                                | Biskop                                                       | Sverige           |                |
| 29 juli 1869      | Kommendör med stora korset | Henrik Gustaf Hultman                            | Biskop                                                       | Sverige           |                |
| 29 juli 1869      | Kommendör med stora korset | Gustaf Daniel Björck                             | Biskop                                                       | Sverige           |                |
| 29 juli 1869      | Kommendör med stora korset | Pehr von Ehrenheim                               | Statsråd, riksbanksfullmäktig                                | Sverige           |                |
| 29 juli 1869      | Kommendör med stora korset | Jakob Andreas Christofer Quensel                 | Justitieråd                                                  | Sverige           |                |
| 29 juli 1869      | Kommendör med stora korset | Erik Sparre                                      | Landshövding                                                 | Sverige           |                |
| 29 juli 1869      | Kommendör med stora korset | Carl Albert Ehrensvärd                           | Landshövding                                                 | Sverige           |                |
| 29 juli 1869      | Kommendör med stora korset | August Christian Manthey                         | Norsk justitieminister                                       | Norge             |                |
| 3 augusti 1869    | Kommendör med stora korset | Carl von Tauffkirchen-Guttenburg                 | Bayersk diplomat och kammarråd                               | Kungariket Bayern |                |
| 5 augusti 1869    | Kommendör med stora korset | Carl Wilhelm Sandels                             | Förste hovmarskalk                                           | Sverige           |                |
| 28 september 1869 | Kommendör med stora korset | C. von Lüders                                    | Rysk general och generaldirektör                             | Ryssland          |                |
| 20 oktober 1869   | Kommendör med stora korset | Ferdinand de Lesseps                             | Fransk senator                                               | Frankrike         |                |
| 21 oktober 1869   | Kommendör med stora korset | Halil Bey                                        | Statssekreterare i Turkiska utrikesdepartementet             | Turkiet           |                |
| 11 juni 1870      | Kommendör med stora korset | John Berg                                        | Statsråd och justitieråd                                     | Sverige           |                |
| 11 juni 1870      | Kommendör med stora korset | Johan August Södergren                           | Justitieråd                                                  | Sverige           |                |
| 11 juni 1870      | Kommendör med stora korset | Wilhelm Stråle af Ekna                           | Landshövding                                                 | Sverige           |                |
| 11 juni 1870      | Kommendör med stora korset | Sven Nilsson                                     | Naturforskare                                                | Sverige           | kommendör 1856 |
| 11 juni 1870      | Kommendör med stora korset | Oscar Alströmer                                  | Statsråd och landshövding                                    | Sverige           |                |
| 3 november 1870   | Kommendör med stora korset | Otto Rosenørn-Lehn                               | Dansk utrikesminister                                        | Danmark           |                |
| 3 november 1870   | Kommendör med stora korset | Christen Andreas Fonnesbech                      | Dansk finansminister                                         | Danmark           |                |
| 3 november 1870   | Kommendör med stora korset | Hans Lassen Martensen                            | Dansk biskop                                                 | Danmark           |                |
| 27 maj 1871       | Kommendör med stora korset | Ferdinand Asker                                  | Landshövding                                                 | Sverige           |                |
| 27 maj 1871       | Kommendör med stora korset | Carl Fredrik Hochschild                          | Diplomat                                                     | Sverige           |                |
| 15 augusti 1871   | Kommendör med stora korset | Cristino Martos y Balbí                          | Spaniens statsminister                                       | Spanien           |                |
| 14 december 1871  | Kommendör med stora korset | Adam Casimir Ludvig Lewenhaupt                   | Underkansler vid Serafimerorden                              | Sverige           |                |
| 15 augusti 1871   | Kommendör med stora korset | Felix Gianotti                                   | Italiensk diplomat                                           | Spanien           |                |
| 8 februari 1872   | Kommendör med stora korset | Rudolph von Mülinen                              | Österrikisk-ungersk diplomat                                 | Österrike         |                |
| 12 april 1872     | Kommendör med stora korset | Bonifacio de Blas y Muñoz                        | Spaniens statsminister                                       | Spanien           |                |
| 10 maj 1872       | Kommendör med stora korset | Henri Fournier                                   | Fransk diplomat                                              | Frankrike         |                |
| 27 maj 1872       | Kommendör med stora korset | Victor Cramér                                    | Justitieråd                                                  | Sverige           |                |
| 10 juni 1872      | Kommendör med stora korset | Práxedes Mateo Sagasta                           | Spansk konseljpresident                                      | Spanien           |                |
| 10 juni 1872      | Kommendör med stora korset | Antonio Palao                                    | Spansk politiker                                             | Spanien           |                |
| 28 augusti 1872   | Kommendör med stora korset | Andreas Fredrik Krieger                          | Dansk finansminister                                         | Danmark           |                |

## Oscar II (1872–1907)
| 11 oktober 1872   | Kommendör med stora korset | C. W. von Stockhausen                      | Waldeckskt geheimeråd                                        |                   |  |
| 11 oktober 1872   | Kommendör med stora korset | Christian Conrad Sophus Danneskjold-Samsøe | Dansk hovchef                                                | Danmark           |  |
| 25 oktober 1872   | Kommendör med stora korset | Franz von Pocci                            | Bayersk överkammarherre                                      | Kungariket Bayern |  |
| 30 oktober 1872   | Kommendör med stora korset | Joseph de Riquet                           | prins av Caraman-Chimay, guvernör av Hennegau                | Belgien           |  |
| 6 november 1872   | Kommendör med stora korset | Auguste van Loo                            | Belgisk diplomat                                             | Belgien           |  |
| 15 november 1872  | Kommendör med stora korset | José Curtoys de Anduaga                    | Spansk diplomat                                              | Spanien           |  |
| 5 december 1872   | Kommendör med stora korset | Carl Edward Wilhelm Piper                  | Diplomat                                                     | Sverige           |  |
| 11 december 1872  | Kommendör med stora korset | Isacco Artom                               | Italiensk utrikesminister                                    | Italien           |  |
| 20 januari 1873   | Kommendör med stora korset | Alexander Vladimirovitj Westmann           | Ryske utrikesministerns adjutant                             | Ryssland          |  |
| 23 januari 1873   | Kommendör med stora korset | António da Cunha Soto Maior                | Portugisisk diplomat                                         | Portugal          |  |
| 2 mars 1873       | Kommendör med stora korset | João de Andrade Corvo                      | Portugisisk utrikesminister                                  | Portugal          |  |
| 17 mars 1873      | Kommendör med stora korset | Adolf Leopold Heinrich von Berenhorst      | Hovmarskalk i Anhalt                                         |                   |  |
| 28 mars 1873      | Kommendör med stora korset | Miguel Jalón y Larragoiti                  | Spansk diplomat                                              |                   |  |
| 12 maj 1873       | Kommendör med stora korset | Fredrik Georg Julius Moltke                | Dansk kammarherre                                            | Danmark           |  |
| 13 maj 1873       | Kommendör med stora korset | Johan Ludvig Runeberg                      | Lektor i Borgå                                               | Finland           |  |
| 14 maj 1873       | Kommendör med stora korset | Carl Fredrik Wærn                          | Finansminister                                               | Sverige           |  |
| 14 maj 1873       | Kommendör med stora korset | Gunnar Wennerberg                          | Ledamot av Svenska Akademien                                 | Sverige           |  |
| 14 maj 1873       | Kommendör med stora korset | Axel Bergström                             | Statsråd                                                     | Sverige           |  |
| 14 maj 1873       | Kommendör med stora korset | Gustaf Wilhelm Leuhusen                    | Justitieråd                                                  | Sverige           |  |
| 14 maj 1873       | Kommendör med stora korset | Johan af Kleen                             | Generallöjtnant                                              | Sverige           |  |
| 14 maj 1873       | Kommendör med stora korset | Carl Johan Schlyter                        | Professor                                                    | Sverige           |  |
| 14 maj 1873       | Kommendör med stora korset | Otto Richard Kierulf                       | Norsk statsminister i Sverige                                | Norge             |  |
| 14 maj 1873       | Kommendör med stora korset | Hans Gerhard Meldahl                       | Justitieassessor i Norge                                     | Norge             |  |
| 14 maj 1873       | Kommendör med stora korset | Anders Fredrik Beckman                     | Biskop                                                       | Sverige           |  |
| 14 maj 1873       | Kommendör med stora korset | Henrik Laurentius Helliesen                | Norsk statsråd                                               | Norge             |  |
| 24 maj 1873       | Kommendör med stora korset | Arthur Morin                               | Fransk general                                               | Frankrike         |  |
| 24 maj 1873       | Kommendör med stora korset | Johann Jacob Baeyer                        | Tysk general                                                 | Tyskland          |  |
| 3 juni 1873       | Kommendör med stora korset | Pjotr Semjonov-Tian-Sjanskij               | Ryskt statsråd                                               | Ryssland          |  |
| 3 juni 1873       | Kommendör med stora korset | Gregor Tschourovsky                        | Ryskt geheimeråd och professor                               | Ryssland          |  |
| 21 juli 1873      | Kommendör med stora korset | Frantz Bille                               | Dansk diplomat och kammarherre                               | Danmark           |  |
| 21 juli 1873      | Kommendör med stora korset | Carl Emil Fenger                           | Danskt geheimeråd                                            | Danmark           |  |
| 16 augusti 1873   | Kommendör med stora korset | August Ludwig Traugott Botho von Eulenburg | Tysk hovmarskalk                                             | Tyskland          |  |
| 28 augusti 1873   | Kommendör med stora korset | Anton von Banhans                          | Österrikisk-Ungersk handelsminister                          | Österrike         |  |
| 9 september 1873  | Kommendör med stora korset | Emil von Richthofen                        | Tysk diplomat                                                | Tyskland          |  |
| 29 oktober 1873   | Kommendör med stora korset | greve Ficalho                              | Portugisisk kammarherre och professor                        | Portugal          |  |
| 1 december 1873   | Kommendör med stora korset | Frederik Georg Knut Due                    | Norsk diplomat                                               | Norge             |  |
| 18 december 1873  | Kommendör med stora korset | Natale Aghemo di Perno                     | Italienske kungens kabinettschef                             | Italien           |  |
| 14 januari 1875   | Kommendör med stora korset | Edvard Carleson                            | Justitiestatsminister                                        | Sverige           |  |
| 2 maj 1874        | Kommendör med stora korset | József Zichy-Vásonykeő                     | Ungerns handelsminister                                      | Ungern            |  |
| 2 maj 1874        | Kommendör med stora korset | Leopold Friedrich von Hofmann              | Österrikisk-Ungersk finansminister                           | Österrike         |  |
| 11 juni 1874      | Kommendör med stora korset | Wladimir Sollohub                          | Ryskt geheimeråd                                             | Ryssland          |  |
| 29 juni 1874      | Kommendör med stora korset | Ludvig Castenskjold                        | Kammarherre hos danska drottningen                           | Danmark           |  |
| 11 augusti 1874   | Kommendör med stora korset | Otto von Walterskirchen                    | Österrikisk-Ungersk diplomat                                 | Österrike         |  |
| 15 augusti 1874   | Kommendör med stora korset | Fredrik Christian Henrik Emil Tobiesen     | Dansk kammarherre                                            | Danmark           |  |
| 25 augusti 1874   | Kommendör med stora korset | Antonio de Serpa Pimentel                  | Portugisisk finansminister                                   | Portugal          |  |
| 14 januari 1875   | Kommendör med stora korset | Henrik Stephan                             | Generaldirektör för tyska postverket                         | Tyskland          |  |
| 27 maj 1875       | Kommendör med stora korset | Jens Jacob Worsaae                         | Direktör för fornnordiska museet i Köpenhamn och kammarherre | Danmark           |  |
| 27 maj 1875       | Kommendör med stora korset | Ernst Emil Rosenørn                        | Överpresident och kammarherre                                | Danmark           |  |
| 1 juni 1875       | Kommendör med stora korset | Botho von Hülsen                           | Kammarherre och överdirektör för Preussiska teatrarna        | Tyskland          |  |
| 1 juni 1875       | Kommendör med stora korset | von Roeder                                 | Kammarherre och preussisk överceremonimästare                | Tyskland          |  |
| 1 juni 1875       | Kommendör med stora korset | Maximilian von Philipsborn                 | Tysk utrikesminister                                         | Tyskland          |  |
| 1 juni 1875       | Kommendör med stora korset | von Perpocher-Sedlintzky                   | Generallöjtnant och hovmarskalk hos kejsaren                 | Tyskland          |  |
| 1 juni 1875       | Kommendör med stora korset | von Rauch                                  | Preussisk överstallmästare                                   | Tyskland          |  |
| 1 juni 1875       | Kommendör med stora korset | von Wilmowski                              | Tyskt geheime- och kabinettsråd                              | Tyskland          |  |
| 3 juni 1875       | Kommendör med stora korset | Gustaf Johan von Gersdorff                 | Sachsisk överkammarherre                                     | Tyskland          |  |
| 3 juni 1875       | Kommendör med stora korset | H. von Koenneritz                          | Sachsisk överhovmarskalk                                     | Tyskland          |  |
| 3 juni 1875       | Kommendör med stora korset | Fredrik Clemens Senfft von Pilsach         | Sachsisk överhovstallmästare                                 | Tyskland          |  |
| 3 juni 1875       | Kommendör med stora korset | Jules Platen-Hallermund                    | Geheimeråd och chef för Sachsiska teatrarna                  | Tyskland          |  |
| 3 juni 1875       | Kommendör med stora korset | Herman Ludvig Vitzthum von Eckstädt        | Sachsisk överhovmarskalk                                     | Tyskland          |  |
| 9 juni 1875       | Kommendör med stora korset | Johan Carl Ottobald Werthern-Beichlingen   | Sachsisk överkammarherre                                     | Tyskland          |  |
| 19 juli 1875      | Kommendör med stora korset | Nicolaus von Giers                         | Geheimeråd och ryske utrikesministerns adjutant              | Ryssland          |  |
| 19 juli 1875      | Kommendör med stora korset | Jean Galizine                              | Ryskt statsråd och hovmarskalk                               | Ryssland          |  |
| 19 juli 1875      | Kommendör med stora korset | Baumgarten                                 | Rysk generallöjtnant                                         | Ryssland          |  |
| 19 juli 1875      | Kommendör med stora korset | Carl Küster                                | Ryskt geheimeråd                                             | Ryssland          |  |
| 19 juli 1875      | Kommendör med stora korset | Andreas Hamburger                          | Ryskt geheimeråd                                             | Ryssland          |  |
| 19 juli 1875      | Kommendör med stora korset | Nicolaus Katschaloff                       | Ryskt statsråd                                               | Ryssland          |  |
| 19 juli 1875      | Kommendör med stora korset | Knut Stjernvall                            | Ryskt geheimeråd                                             | Ryssland          |  |
| 19 juli 1875      | Kommendör med stora korset | Karl Knut Emil Stjernvall-Walleen          | Ryskt geheimeråd, statssekreterare för Finland               | Ryssland          |  |
| 19 juli 1875      | Kommendör med stora korset | Peter Dournowo                             | Rysk generalmajor                                            | Ryssland          |  |
| 19 juli 1875      | Kommendör med stora korset | Nicolaus Arapoff                           | Rysk generalmajor                                            | Ryssland          |  |
| 19 juli 1875      | Kommendör med stora korset | greve Lamsdorff                            | Rysk tillförordnad överceremonimästare                       | Ryssland          |  |
| 19 juli 1875      | Kommendör med stora korset | Apollo Serebrecoff                         | Rysk generallöjtnant                                         | Ryssland          |  |
| 7 september 1875  | Kommendör med stora korset | John Collett Falsen                        | Norskt statsråd                                              | Norge             |  |
| 7 september 1875  | Kommendör med stora korset | Otto Joachim Løvenskiold                   | Assessor i Norska höjesteretten                              | Norge             |  |
| 26 oktober 1875   | Kommendör med stora korset | Christian Sophus Klein                     | Danskt geheime-etatsråd                                      | Danmark           |  |
| 1 december 1875   | Kommendör med stora korset | Wilhelm Flensburg                          | Biskop                                                       | Sverige           |  |
| 1 december 1875   | Kommendör med stora korset | Waldemar Wretman                           | Justitieråd                                                  | Sverige           |  |
| 1 december 1875   | Kommendör med stora korset | Johan Gustaf Samuel de Maré                | Landshövding                                                 | Sverige           |  |
| 1 december 1875   | Kommendör med stora korset | Christian Naumann                          | Justitieråd                                                  | Sverige           |  |
| 1 december 1875   | Kommendör med stora korset | Nils Johan Berlin                          | Generaldirektör                                              | Sverige           |  |
| 1 december 1875   | Kommendör med stora korset | Axel Bennich                               | Generaldirektör för tullverket                               | Sverige           |  |
| 1 december 1875   | Kommendör med stora korset | Lave Gustaf Beck-Friis                     | Diplomat                                                     | Sverige           |  |
| 29 april 1876     | Kommendör med stora korset | Robert Axel von Rosen                      | Överstekammarjunkare                                         | Sverige           |  |
| 23 juni 1876      | Kommendör med stora korset | Andreas Björn von Rothe                    | hovchef hos kronprinsen av Danmark                           | Danmark           |  |
| 21 juli 1876      | Kommendör med stora korset | Serge Solowieff                            | Ryskt geheimeråd                                             | Ryssland          |  |
| 22 augusti 1876   | Kommendör med stora korset | Niels Petersen Vogt                        | Norskt statsråd                                              | Norge             |  |
| 22 september 1876 | Kommendör med stora korset | Carl von Perfall                           | Bayersk överkammarherre                                      | Tyskland          |  |
| 20 november 1876  | Kommendör med stora korset | J. Greindl                                 | Belgisk diplomat                                             | Belgien           |  |
| 1 december 1876   | Kommendör med stora korset | Arvid Posse                                | Godsägare                                                    | Sverige           |  |
| 1 december 1876   | Kommendör med stora korset | Carl Rudolf Ekström                        | Landshövding                                                 | Sverige           |  |
| 1 december 1877   | Kommendör med stora korset | Carl Erland von Hofsten                    | Justitieråd                                                  | Sverige           |  |
| 30 november 1878  | Kommendör med stora korset | Claes Julius Rabe                          | Justitieråd                                                  | Sverige           |  |
| 30 november 1878  | Kommendör med stora korset | Axel Trolle-Wachtmeister                   | Hovmarskalk och landshövding                                 | Sverige           |  |
| 1879              | Riddare af första klassen  | Sigge Ljunggren                            | f.d. Löjtnant och riksdagsledamot                            | Sverige           |  |
| 1 december 1879   | Kommendör med stora korset | Knut Olivecrona                            | Justitieråd                                                  | Sverige           |  |
| 1 december 1879   | Kommendör med stora korset | Adolf Ludvig Hamilton                      | Landshövding                                                 | Sverige           |  |
| 1 december 1879   | Kommendör med stora korset | Carl Olof Björling                         | Biskop                                                       | Sverige           |  |
| 27 januari 1880   | Kommendör med stora korset | Adolf Erik Nordenskiöld                    | Professor                                                    | Sverige           |  |
| 19 mars 1880      | Kommendör med stora korset | Gustaf Åkerhielm                           | Statsminister                                                | Sverige           |  |
| 24 april 1880     | Kommendör med stora korset | Oscar Dickson                              | Grosshandlare                                                | Sverige           |  |
| 15 maj 1880       | Kommendör med stora korset | Nils Fröman                                | Justitieombudsman                                            | Sverige           |  |
| 1 december 1880   | Kommendör med stora korset | Henric Lovén                               | Statsråd                                                     | Sverige           |  |
| 1 december 1880   | Kommendör med stora korset | Johan Oscar Troilius                       | Generaldirektör                                              | Sverige           |  |
| 1 december 1880   | Kommendör med stora korset | Hans Henrik von Essen                      | Diplomat                                                     | Sverige           |  |
| 1 december 1880   | Kommendör med stora korset | Christian August Selmer                    | Norsk statsminister                                          | Norge             |  |
| 1 oktober 1881    | Kommendör med stora korset | Gustaf Georg Knut Åkerhielm                | Hovmarskalk                                                  | Sverige           |  |
| 1 december 1881   | Kommendör med stora korset | Frans Fabian Huss                          | Justitieråd                                                  | Sverige           |  |
| 21 januari 1882   | Kommendör med stora korset | Adolf Wilhelm Roos                         | Generaldirektör för Postverket                               | Sverige           |  |
| 1 december 1882   | Kommendör med stora korset | Hans Wachtmeister                          | Landshövding                                                 | Sverige           |  |
| 1 december 1882   | Kommendör med stora korset | Robert de la Gardie                        | Landshövding                                                 | Sverige           |  |
| 14 september 1883 | Kommendör med stora korset | Jens Holmboe                               | Sorenskrivare i Moss                                         | Norge             |  |
| 30 november 1883  | Kommendör med stora korset | Nils von Steyern                           | President                                                    | Sverige           |  |
| 30 november 1883  | Kommendör med stora korset | Claes Herman Rundgren                      | Biskop                                                       | Sverige           |  |
| 30 november 1883  | Kommendör med stora korset | Otto Ferdinand af Sillén                   | President                                                    | Sverige           |  |
| 30 november 1883  | Kommendör med stora korset | Hans Forssell                              | President                                                    | Sverige           |  |
| 30 november 1883  | Kommendör med stora korset | Carl Lewenhaupt                            | Utrikesminister                                              | Sverige           |  |
| 1 december 1884   | Kommendör med stora korset | Carl Johan Oscar von Segebaden             | Justitieråd                                                  | Sverige           |  |
| 1 december 1884   | Kommendör med stora korset | Frans Theodor Lindstrand                   | Diplomat                                                     | Sverige           |  |
| 1 december 1885   | Kommendör med stora korset | Gustaf Jakob Edelstam                      | Landshövding                                                 | Sverige           |  |
| 1 december 1885   | Kommendör med stora korset | Carl Frithiof Svedelius                    | Justitieråd                                                  | Sverige           |  |
| 18 juni 1886      | Kommendör med stora korset | Magnus Hallenborg                          | Godsägare                                                    | Sverige           |  |
| 4 november 1886   | Kommendör med stora korset | Alfred Lagerheim                           | Diplomat                                                     | Sverige           |  |
| 1 december 1886   | Kommendör med stora korset | Pehr Sjöbring                              | Biskop                                                       | Sverige           |  |
| 1 december 1886   | Kommendör med stora korset | Carl Gustaf Hammarskjöld                   | Diplomat                                                     | Sverige           |  |
| 1 december 1886   | Kommendör med stora korset | Johan Christer Emil Richert                | Statsråd                                                     | Sverige           |  |
| 1 december 1886   | Kommendör med stora korset | Carl Gustaf Hernmarck                      | Justitieråd                                                  | Sverige           |  |
| 1 december 1886   | Kommendör med stora korset | Axel Wästfelt                              | Landshövding                                                 | Sverige           |  |
| 1 december 1886   | Kommendör med stora korset | Henrik Åkerman                             | Diplomat                                                     | Sverige           |  |
| 1887              | Kommendör med stora korset | Pedro de Alcántara de ezeiza               | Generaltulldirektör                                          | Spanien           |  |
| 25 april 1887     | Kommendör med stora korset | Axel Gabriel Leijonhufvud                  | Kabinettskammarherre och generalmajor                        | Sverige           |  |
| 1 december 1887   | Kommendör med stora korset | August Östergren                           | Statsråd                                                     | Sverige           |  |
| 1 december 1887   | Kommendör med stora korset | Lars Johan Malcolm Reenstierna             | Förste hovmarskalk, överofficiant vid Serafimerorden         | Sverige           |  |
| 1 december 1887   | Kommendör med stora korset | Curry Treffenberg                          | Landshövding                                                 | Sverige           |  |
| 21 januari 1888   | Kommendör med stora korset | Erik af Edholm                             | Förste hovmarskalk                                           | Sverige           |  |
| 1 december 1888   | Kommendör med stora korset | Johan Otto Wedberg                         | Justitieråd                                                  | Sverige           |  |
| 1 december 1888   | Kommendör med stora korset | Rudolf Horn                                | Landshövding                                                 | Sverige           |  |
| 21 januari 1889   | Kommendör med stora korset | Jacob Stang                                | Stiftsamtman                                                 | Norge             |  |
| 21 januari 1889   | Kommendör med stora korset | Edvard von Krusenstjerna                   | Generaldirektör för postverket                               | Sverige           |  |
| 21 januari 1889   | Kommendör med stora korset | Claës Gustaf Adolf Tamm                    | Överståthållare                                              | Sverige           |  |
| 15 maj 1889       | Kommendör med stora korset | Oscar Ekman                                | Diplomat                                                     | Sverige           |  |
| 4 november 1889   | Kommendör med stora korset | Emil Stang den äldre                       | Norsk statsminister                                          | Norge             |  |
| 30 november 1889  | Kommendör med stora korset | Otto Wilhelm Staël von Holstein            | President                                                    | Sverige           |  |
| 30 november 1889  | Kommendör med stora korset | Cornelius Sjöcrona                         | Landshövding                                                 | Sverige           |  |
| 30 november 1889  | Kommendör med stora korset | Carl Olof Christian Johan Nordenfalk       | Landshövding                                                 | Sverige           |  |
| 30 november 1889  | Kommendör med stora korset | Fredrik Hederstierna                       | Landshövding                                                 | Sverige           |  |
| 30 november 1889  | Kommendör med stora korset | Johan Andersson                            | Biskop                                                       | Sverige           |  |
| 21 januari 1890   | Kommendör med stora korset | Carl Fredrik Palmstierna                   | Diplomat                                                     | Sverige           |  |
| 1 december 1890   | Kommendör med stora korset | Fredrik Wilhelm Ingemund Lilliestråle      | Diplomat                                                     | Sverige           |  |
| 1 december 1890   | Kommendör med stora korset | Gustaf Ryding                              | Landshövding                                                 | Sverige           |  |
| 1 december 1890   | Kommendör med stora korset | Gotthard Wachtmeister                      | Landshövding                                                 | Sverige           |  |
| 1 december 1890   | Kommendör med stora korset | Frans Albert Anderson                      | Generaldirektör                                              | Sverige           |  |
| 1 december 1890   | Kommendör med stora korset | Gregers Gram                               | Norsk statsminister                                          | Norge             |  |
| 1 december 1891   | Kommendör med stora korset | Christian Ahlgren                          | Justitieråd                                                  | Sverige           |  |
| 1 december 1892   | Kommendör med stora korset | Oskar Evers                                | Generaldirektör                                              | Sverige           |  |
| 1 december 1892   | Kommendör med stora korset | Gottfrid Billing                           | Biskop                                                       | Sverige           |  |
| 1 december 1893   | Kommendör med stora korset | Per Johan Bråkenhielm                      | Landshövding                                                 | Sverige           |  |
| 1 december 1893   | Kommendör med stora korset | Carl Yngve Sahlin                          | Professor                                                    | Sverige           |  |
| 1 december 1894   | Kommendör med stora korset | Carl Björkman                              | Landshövding                                                 | Sverige           |  |
| 1 december 1894   | Kommendör med stora korset | Gustaf Ljunggren                           | Ledamot av Svenska Akademien                                 | Sverige           |  |
| 30 november 1895  | Kommendör med stora korset | Ernst Herslow                              | Justitieråd                                                  | Sverige           |  |
| 30 november 1895  | Kommendör med stora korset | Anders Reinhold Skarin                     | Justitieråd                                                  | Sverige           |  |
| 30 november 1895  | Kommendör med stora korset | Knut Henning Gezelius von Schéele          | Biskop                                                       | Sverige           |  |
| 30 november 1895  | Kommendör med stora korset | Johan Anton Wolff Grip                     | Kammarherre och diplomat                                     | Norge             |  |
| 30 november 1895  | Kommendör med stora korset | Emil Poignant                              | Landshövding                                                 | Sverige           |  |
| 21 januari 1896   | Kommendör med stora korset | Carl Gustaf von Rosen                      | Överstekammarjunkare                                         | Sverige           |  |
| 1 december 1896   | Kommendör med stora korset | Alfred August Norberg                      | Justitieråd                                                  | Sverige           |  |
| 1896              | Riddare af första klassen  | Carl Johan Ljunggren                       | Hovauditör                                                   | Sverige           |  |
| 1 december 1896   | Kommendör med stora korset | Carl Gustaf Malmström                      | Akademiledamot                                               | Sverige           |  |
| 18 september 1897 | Kommendör med stora korset | August Robert Fredrik von Rosen            | Förste hovmarskalk                                           | Sverige           |  |
| 18 september 1897 | Kommendör med stora korset | Otto Printzsköld                           | Landshövding                                                 | Sverige           |  |
| 18 september 1897 | Kommendör med stora korset | Gustaf Robert Lilienberg                   | Justitieråd                                                  | Sverige           |  |
| 18 september 1897 | Kommendör med stora korset | Sigfrid Wieselgren                         | Generaldirektör                                              | Sverige           |  |
| 18 september 1897 | Kommendör med stora korset | Johan Erik Elliot                          | President                                                    | Sverige           |  |
| 18 september 1897 | Kommendör med stora korset | Carl Bildt                                 | Akademiledamot                                               | Sverige           |  |
| 18 september 1897 | Kommendör med stora korset | Lars Berg (ingenjör)                       | Landshövding                                                 | Sverige           |  |
| 18 september 1897 | Kommendör med stora korset | Wilhelm Lothigius                          | Landshövding                                                 | Sverige           |  |
| 18 september 1897 | Kommendör med stora korset | Gustaf Lönegren                            | Statsråd, generaltulldirektör                                | Sverige           |  |
| 6 maj 1898        | Kommendör med stora korset | Harald Spens                               | Landshövding och generalmajor                                | Sverige           |  |
| 1 december 1898   | Kommendör med stora korset | Wilhelm Huss                               | Justitieråd                                                  | Sverige           |  |
| 1 december 1898   | Kommendör med stora korset | Karl Gustaf Carlson                        | Justitieråd                                                  | Sverige           |  |
| 1 december 1898   | Kommendör med stora korset | Alfred Sjöberg                             | Generalkrigskommissarie                                      | Sverige           |  |
| 1 december 1898   | Kommendör med stora korset | Robert Dickson                             | Landshövding                                                 | Sverige           |  |
| 1 december 1898   | Kommendör med stora korset | Hans Hansson Wachtmeister                  | Finansminister                                               | Sverige           |  |
| 1 december 1899   | Kommendör med stora korset | Nils Claëson                               | Ecclesiastikminister                                         | Sverige           |  |
| 1 december 1899   | Kommendör med stora korset | Conrad August von Rosen                    | Överstekammarjunkare                                         | Sverige           |  |
| 1 december 1899   | Kommendör med stora korset | Georg Lindhagen                            | Professor                                                    | Sverige           |  |
| 1 december 1899   | Kommendör med stora korset | Edvard Herman Rodhe                        | Biskop                                                       | Sverige           |  |
| 1 december 1899   | Kommendör med stora korset | Martin Johansson (biskop)                  | Biskop                                                       | Sverige           |  |
| 1 december 1900   | Kommendör med stora korset | Ivar Afzelius                              | Akademiledamot                                               | Sverige           |  |
| 1 december 1900   | Kommendör med stora korset | Paul Gustaf Valdemar Isberg                | Landshövding                                                 | Sverige           |  |
| 1 december 1900   | Kommendör med stora korset | Carl David af Wirsén                       | Svenska Akademiens ständige sekreterare                      | Sverige           |  |
| 1 december 1900   | Kommendör med stora korset | Vilhelm Lilljeborg                         | Uppsala universitets rektor                                  | Sverige           |  |
| 1901              | Kommendör med stora korset | Alexander Engelhardt                       | Rysk guvernör                                                | Ryssland          |  |
| 1901              | Kommendör med stora korset | Juan Manuel Almodovar del Rio              | Utrikesminister                                              | Spanien           |  |
| 15 maj 1901       | Kommendör med stora korset | Uddo Lechard Ullman                        | Biskop                                                       | Sverige           |  |
| 15 maj 1901       | Kommendör med stora korset | Hans Hildebrand                            | Akademiledamot                                               | Sverige           |  |
| 18 oktober 1901   | Kommendör med stora korset | Adolf Malmborg                             | Landshövding                                                 | Sverige           |  |
| 30 november 1901  | Kommendör med stora korset | Nils Claës Brahe                           | Överstekammarjunkare                                         | Sverige           |  |
| 30 november 1901  | Kommendör med stora korset | Karl Georg Lindbäck                        | Justitieråd                                                  | Sverige           |  |
| 30 november 1901  | Kommendör med stora korset | Richard Åkerman                            | Generaldirektör                                              | Sverige           |  |
| 1902              | Riddare                    | August Hjalmar Edgren                      | Professor och Göteborgs högskolas rektor                     | Sverige           |  |
| 1 december 1902   | Kommendör med stora korset | Karl Husberg                               | Ecklesiatikminister och landshövding                         | Sverige           |  |
| 1 december 1902   | Kommendör med stora korset | Carl Herslow                               | Talman i andra kammaren                                      | Sverige           |  |
| 1 december 1902   | Kommendör med stora korset | Johan Wolmer Wrangel von Brehmer           | Överstekammarjunkare                                         | Sverige           |  |
| 1 december 1902   | Kommendör med stora korset | Carl Rutger Theodor Wijkander              | Justitieråd                                                  | Sverige           |  |
| 1 december 1902   | Kommendör med stora korset | Otto Stenbock                              | Överstekammarjunkare                                         | Sverige           |  |
| 1 december 1902   | Kommendör med stora korset | Nils Axel Hjalmar Palmstierna              | Landshövding                                                 | Sverige           |  |
| 1 december 1902   | Kommendör med stora korset | Thore M. Fries                             | Uppsala universitets rektor                                  | Sverige           |  |
| 1 december 1903   | Kommendör med stora korset | Theodor Odelberg                           | Jordbruksminister                                            | Sverige           |  |
| 1 december 1903   | Kommendör med stora korset | Johan August Ekman                         | Ärkebiskop                                                   | Sverige           |  |
| 1 december 1903   | Kommendör med stora korset | Carl Wilhelm Charleville                   | biskop                                                       | Sverige           |  |
| 1 december 1903   | Kommendör med stora korset | Claës Wersäll                              | Finansminister och landshövding                              | Sverige           |  |
| 1 december 1903   | Kommendör med stora korset | Axel Svedelius                             | Partiledare och landshövding                                 | Sverige           |  |
| 21 november 1904  | Kommendör med stora korset | Gustaf Herman Celsing (f. 1843)            | Överstekammarherre                                           | Sverige           |  |
| 1 december 1904   | Kommendör 2:a klass        | Magnus Gustaf Retzius                      | Professor, ledamot av Svenska Akademien                      | Sverige           |  |
| 1 december 1904   | Kommendör med stora korset | Hjalmar Westring                           | Hovrättspresident                                            | Sverige           |  |
| 1 december 1904   | Kommendör med stora korset | Johan Ramstedt                             | Statsminister                                                | Sverige           |  |
| 1 december 1904   | Kommendör med stora korset | Carl Malcolm Lilliehöök                    | Förste hovmarskalk                                           | Sverige           |  |
| 1 december 1904   | Kommendör med stora korset | August Gyldenstolpe (1849–1928)            | Utrikesminister                                              | Sverige           |  |
| 1 december 1904   | Kommendör med stora korset | Filip Boström                              | Landshövding                                                 | Sverige           |  |
| 1 december 1904   | Kommendör med stora korset | Nils Johan Olof Herman Lindström           | Biskop                                                       | Sverige           |  |
| 1 december 1904   | Kommendör med stora korset | Anton Christian Bang                       | Biskop                                                       | Norge             |  |
| 21 januari 1905   | Kommendör med stora korset | Ragnar Törnebladh                          | Riksbanksfullmäktig                                          | Sverige           |  |
| 18 oktober 1905   | Kommendör med stora korset | Axel Swartling                             | Talman i andra kammaren                                      | Sverige           |  |
| 6 november 1905   | Kommendör med stora korset | Fredrik Wachtmeister                       | Utrikesminister                                              | Sverige           |  |
| 6 november 1905   | Kommendör med stora korset | Hjalmar Hammarskjöld                       | Statsminister och akademiledamot                             | Sverige           |  |
| 1 december 1905   | Kommendör med stora korset | Gustaf Albert Petersson                    | Statsråd                                                     | Sverige           |  |
| 1 december 1905   | Kommendör med stora korset | Knut Sparre                                | Landshövding                                                 | Sverige           |  |
| 1 december 1905   | Kommendör med stora korset | Ehrenfried von der Lancken                 | Underståthållare                                             | Sverige           |  |
| 1 december 1906   | Kommendör med stora korset | Arvid Lindman                              | Statsminister                                                | Sverige           |  |
| 1 december 1906   | Kommendör med stora korset | Eric Trolle                                | Utrikesminister                                              | Sverige           |  |
| 1 december 1906   | Kommendör med stora korset | Axel Ferdinand Thollander                  | Justitieråd                                                  | Sverige           |  |
| 1 december 1906   | Kommendör med stora korset | Herman Billing                             | Justitieråd                                                  | Sverige           |  |
| 1 december 1906   | Kommendör med stora korset | Olof Hammarsten                            | Uppsala universitets rektor                                  | Sverige           |  |
| 6 juni 1907       | Kommendör med stora korset | Hugo Boman                                 | Justitieråd                                                  | Sverige           |  |
| 30 november 1907  | Kommendör med stora korset | Edvard Cassel                              | Justitieråd                                                  | Sverige           |  |
| 30 november 1907  | Kommendör med stora korset | Ernst Wilhelm Grefberg                     | Justitieråd                                                  | Sverige           |  |
| 30 november 1907  | Kommendör med stora korset | Gustaf Lagerbring                          | Landshövding                                                 | Sverige           |  |
| 30 november 1907  | Kommendör med stora korset | Charles von Oelreich                       | Landshövding                                                 | Sverige           |  |
| 30 november 1907  | Kommendör med stora korset | Henrik Cavalli                             | Riksgäldsfullmäktig                                          | Sverige           |  |
| 30 november 1907  | Kommendör 2:a klass        | Karl Oskar Widman                          | Professor                                                    | Sverige           |  |
| 30 november 1907  | Kommendör 2:a klass        | Hjalmar Lundbohm                           | Disponent                                                    | Sverige           |  |

## Gustaf V (1907–1950)
| 24 januari 1908   | Kommendör med stora korset | Carl Fredrik Theodor Nordström        | Landshövding                             | Sverige       |   |
| 16 juni 1908      | Kommendör 2:a klass        | Wilhelm Uppström                      | häradshövding                            | Sverige       |   |
| 16 juni 1908      | Kommendör 2:a klass        | Gustaf Ribbing                        | hovrättsråd                              | Sverige       |   |
| 16 juni 1908      | Kommendör 2:a klass        | Olof Gyldén                           | ministerresident                         | Sverige       |   |
| 16 juni 1908      | Kommendör med stora korset | Gerhard Dyrssen                       | Statsråd och landshövding                | Sverige       |   |
| 16 juni 1908      | Kommendör med stora korset | Klas Mauritz Linroth                  | Generaldirektör                          | Sverige       |   |
| 16 juni 1908      | Kommendör med stora korset | Herman Wrangel (1857-1934)            | Utrikesminister                          | Sverige       |   |
| 16 januari 1909   | Kommendör med stora korset | Sven Hedin                            | Akademiledamot                           | Sverige       |   |
| 5 juni 1909       | Kommendör med stora korset | Emil Sjöberg                          | Justitiekansler                          | Sverige       |   |
| 5 juni 1909       | Kommendör med stora korset | Staffan Cederschiöld                  | Justitiekansler                          | Sverige       |   |
| 5 juni 1909       | Kommendör med stora korset | Karl Langenskiöld                     | Riksbanksfullmäktig                      | Sverige       |   |
| 5 juni 1909       | Kommendör med stora korset | Esaias Tegnér d.y.                    | Akademiledamot                           | Sverige       |   |
| 15 januari 1910   | Kommendör med stora korset | Carl Hederstierna                     | Utrikesminister                          | Sverige       |   |
| 15 januari 1910   | Kommendör med stora korset | Carl Johan Gustaf Swartz              | Statsråd, industriman                    | Sverige       |   |
| 15 januari 1910   | Kommendör med stora korset | Hugo Hamilton                         | Landshövding                             | Sverige       |   |
| 6 juni 1910       | Kommendör med stora korset | Axel Asker                            | Landshövding                             | Sverige       |   |
| 6 juni 1910       | Kommendör med stora korset | Carl Fredrik Holmquist                | Landshövding                             | Sverige       |   |
| 6 juni 1910       | Kommendör med stora korset | Karl Johan Bergström                  | Utrikesminister                          | Sverige       |   |
| 6 juni 1910       | Kommendör med stora korset | Claes Annerstedt                      | Akademiledamot                           | Sverige       |   |
| 23 januari 1911   | Kommendör med stora korset | John Berg                             | Professor                                | Sverige       |   |
| 6 juni 1911       | Kommendör med stora korset | Eberhard Quensel                      | Justitieråd                              | Sverige       |   |
| 6 juni 1911       | Kommendör med stora korset | Jacob August Lundahl                  | President                                | Sverige       |   |
| 6 juni 1911       | Kommendör med stora korset | Daniel Ulrik Vilhelm Linder           | Generaldirektör för tullverket           | Sverige       |   |
| 6 juni 1911       | Kommendör med stora korset | Conrad Cedercrantz                    | Landshövding                             | Sverige       |   |
| 6 juni 1911       | Kommendör med stora korset | Axel Hansson Wachtmeister             | Landshövding                             | Sverige       |   |
| 6 juni 1911       | Kommendör med stora korset | Gustaf Fredrik Munthe                 | President                                | Sverige       |   |
| 6 juni 1911       | Kommendör med stora korset | Nils Lövgren                          | Biskop                                   | Sverige       |   |
| 6 juni 1912       | Kommendör med stora korset | Albert Ehrensvärd d.y.                | Utrikesminister                          | Sverige       |   |
| 6 juni 1912       | Kommendör med stora korset | Karl Staaff                           | Statsminister                            | Sverige       |   |
| 6 juni 1912       | Kommendör med stora korset | Karl Fredrik Silverstolpe             | Justitieråd                              | Sverige       |   |
| 6 juni 1912       | Kommendör med stora korset | Oscar Montelius                       | Riksantikvarie                           | Sverige       |   |
| 6 juni 1913       | Kommendör med stora korset | Anders Lindstedt (1854-1939)          | Rektor för KTH                           | Sverige       |   |
| 6 juni 1913       | Kommendör med stora korset | Erik Marks von Würtemberg             | Utrikesminister                          | Sverige       |   |
| 6 juni 1913       | Kommendör med stora korset | Carl Evald Leijonmarck                | President                                | Sverige       |   |
| 6 juni 1913       | Kommendör med stora korset | Joachim Beck-Friis                    | Diplomat                                 | Sverige       |   |
| 6 juni 1913       | Kommendör med stora korset | August Wall                           | Landshövding                             | Sverige       |   |
| 6 juni 1913       | Kommendör med stora korset | Mauritz Sahlin                        | Landshövding                             | Sverige       |   |
| 6 juni 1913       | Riddare                    | Oscar Cassel                          | Borgmästare                              | Sverige       |   |
| 20 juni 1914      | Kommendör med stora korset | Gustaf Tornérhjelm                    | Landshövding                             | Sverige       |   |
| 30 september 1914 | Kommendör med stora korset | Johan Widén                           | Landshövding och talman                  | Sverige       |   |
| 30 september 1914 | Kommendör med stora korset | Carl Daniel Robert Sager              | Överceremonimästare                      | Sverige       |   |
| 30 september 1914 | Kommendör med stora korset | Edvard Petrén                         | Justitieråd                              | Sverige       |   |
| 30 september 1914 | Kommendör med stora korset | Henning Biörklund                     | Landshövding                             | Sverige       |   |
| 30 september 1914 | Kommendör med stora korset | Olof Bergqvist                        | Biskop                                   | Sverige       |   |
| 28 april 1915     | Kommendör med stora korset | Magnus Per Brahe                      | Överstekammarherre                       | Sverige       |   |
| 5 juni 1915       | Kommendör med stora korset | Berndt Hasselrot                      | Justitieminister                         | Sverige       |   |
| 5 juni 1915       | Kommendör med stora korset | Johan Gustaf Edgren                   | Professor                                | Sverige       |   |
| 5 juni 1915       | Kommendör med stora korset | Ernst Trygger                         | Statsminister                            | Sverige       |   |
| 5 juni 1915       | Kommendör med stora korset | Emil Sundberg                         | Justitieråd                              | Sverige       |   |
| 5 juni 1915       | Kommendör med stora korset | Ernst Axel Günther                    | Diplomat                                 | Sverige       |   |
| 5 juni 1915       | Kommendör med stora korset | Louis De Geer                         | Statsminister                            | Sverige       |   |
| 5 juni 1915       | Kommendör med stora korset | Karl Fredenberg                       | Generaldirektör                          | Sverige       |   |
| 5 juni 1915       | Kommendör med stora korset | Hjalmar Danell                        | Biskop                                   | Sverige       |   |
| 1916              | Riddare                    | Karl Dickman                          | Byråchef                                 | Sverige       |   |
| 6 juni 1916       | Kommendör med stora korset | Åke Thomasson                         | Justitieråd                              | Sverige       |   |
| 6 juni 1916       | Kommendör med stora korset | Cossva Anckarsvärd                    | Diplomat                                 | Sverige       |   |
| 6 juni 1916       | Kommendör med stora korset | Gustaf Oscar Wallenberg               | Diplomat                                 | Sverige       |   |
| 6 juni 1916       | Kommendör med stora korset | Julius Juhlin                         | Civilminister                            | Sverige       |   |
| 6 juni 1916       | Kommendör med stora korset | Sven Ludvig Herman Rydin              | Generaldirektör                          | Sverige       |   |
| 6 juni 1916       | Kommendör med stora korset | Herman Schlytern                      | Generaldirektör för Postverket           | Sverige       |   |
| 12 december 1916  | Kommendör med stora korset | Christian Fredrik Wrangel             | Överhovstallmästare                      | Sverige       |   |
| 6 juni 1917       | Kommendör med stora korset | Carl Ludvig Mathias Rosenblad         | Generalmajor, Överkammarherre            | Sverige       |   |
| 6 juni 1917       | Kommendör med stora korset | Axel Borgström                        | Justitieråd                              | Sverige       |   |
| 6 juni 1917       | Kommendör med stora korset | Sigfrid Skarstedt                     | Justitieråd                              | Sverige       |   |
| 6 juni 1917       | Kommendör med stora korset | Otto Bergman                          | Justitieråd                              | Sverige       |   |
| 6 juni 1917       | Kommendör med stora korset | Lennart Reuterskiöld (landshövding)   | Landshövding                             | Sverige       |   |
| 6 juni 1917       | Kommendör med stora korset | Fredrik Pettersson (politiker)        | Landshövding                             | Sverige       |   |
| 6 juni 1917       | Kommendör med stora korset | Fabian De Geer                        | Landshövding                             | Sverige       |   |
| 6 juni 1917       | Kommendör med stora korset | Johan Alfred Eklund                   | Biskop                                   | Sverige       |   |
| 15 december 1917  | Kommendör med stora korset | Edvin Gullstrand                      | Justitieråd                              | Sverige       |   |
| 15 december 1917  | Kommendör med stora korset | Anshelm Berglöf                       | Justitieråd                              | Sverige       |   |
| 6 juni 1918       | Kommendör med stora korset | Johan Casimir de la Gardie            | Överstekammarjunkare                     | Sverige       |   |
| 6 juni 1918       | Kommendör med stora korset | John Böttiger                         | Överintendent                            | Sverige       |   |
| 6 juni 1918       | Kommendör med stora korset | Louis Améen                           | Justitieråd                              | Sverige       |   |
| 6 juni 1918       | Kommendör med stora korset | Gustaf Carlson                        | Justitieråd                              | Sverige       |   |
| 6 juni 1918       | Kommendör med stora korset | Marcus Wallenberg (1864–1943)         | Bankdirektör                             | Sverige       |   |
| 6 juni 1918       | Kommendör med stora korset | Jarl Ludvig Peterson Ernberg          | Regeringsråd                             | Sverige       |   |
| 6 juni 1918       | Kommendör med stora korset | Henrik Schück                         | Akademiledamot                           | Sverige       |   |
| 6 juni 1918       | Kommendör med stora korset | Jonas Kjellberg (1858-1942)           | Bankdirektör                             | Sverige       |   |
| 6 juni 1918       | Kommendör med stora korset | Johan Wilhelm Personne                | Biskop                                   | Sverige       |   |
| 18 december 1918  | Kommendör med stora korset | Wilhelm Sjögren                       | Justitieråd                              | Sverige       |   |
| 6 juni 1919       | Kommendör med stora korset | Raoul Hamilton                        | Partiledare                              | Sverige       |   |
| 6 juni 1919       | Kommendör med stora korset | Pehr von Seth                         | Justitieråd                              | Sverige       |   |
| 6 juni 1919       | Kommendör med stora korset | Carl Arvid Svedelius                  | Justitieråd                              | Sverige       |   |
| 6 juni 1919       | Kommendör med stora korset | Gabriel Thulin                        | Regeringsråd                             | Sverige       |   |
| 6 juni 1919       | Kommendör med stora korset | Johan Henrik Herman Palmgren          | Regeringsråd                             | Sverige       |   |
| 6 juni 1919       | Kommendör med stora korset | Lars Axel Vilhelm Rydin               | Regeringsråd                             | Sverige       |   |
| 6 juni 1919       | Kommendör med stora korset | Svante Arrhenius                      | Rektor och Nobelpristagare               | Sverige       |   |
| 6 juni 1919       | Kommendör med stora korset | Nathan Söderblom                      | Ärkebiskop                               | Sverige       |   |
| 6 juni 1920       | Kommendör med stora korset | Carl Adolf Christiansson              | Justitieråd                              | Sverige       |   |
| 6 juni 1920       | Kommendör med stora korset | Vilhelm Dyberg                        | Justitieråd                              | Sverige       |   |
| 6 juni 1920       | Kommendör med stora korset | Alexis Hammarström                    | Landshövding                             | Sverige       |   |
| 6 juni 1920       | Kommendör med stora korset | Robert De la Gardie                   | Landshövding                             | Sverige       |   |
| 6 juni 1920       | Kommendör med stora korset | Oscar von Sydow                       | Landshövding                             | Sverige       |   |
| 6 juni 1920       | Kommendör med stora korset | Ernst Lönegren                        | biskop                                   | Sverige       |   |
| 18 december 1920  | Kommendör med stora korset | Carl Fredrik af Klercker              | Diplomat                                 | Sverige       |   |
| 18 december 1920  | Kommendör med stora korset | Emanuel Nobel                         | Statsråd                                 | Ryssland      |   |
| 18 december 1920  | Kommendör med stora korset | Gustaf Roos                           | Landshövding                             | Sverige       |   |
| 12 mars 1920      | Kommendör med stora korset | Anders Zorn                           | Konstnär                                 | Sverige       |   |
| 1920              | Riddare                    | Yngve Larsson                         | Direktör i Stadsförbundet                | Sverige       |   |
| 1920              | Kommendör med stora korset | Rudolf Walden                         | General                                  | Finland       |   |
| 6 juni 1921       | Kommendör med stora korset | Claes Erik Rålamb                     | Förste hovmarskalk                       | Sverige       |   |
| 6 juni 1921       | Kommendör med stora korset | Bo Knut Sten Rudolf Leijonhufvud      | Justitieråd                              | Sverige       |   |
| 6 juni 1921       | Kommendör med stora korset | Fritz Pegelow                         | Generaldirektör                          | Sverige       |   |
| 15 september 1921 | Kommendör med stora korset | Fredrik Vilhelm Hansen                | Generaldirektör                          | Sverige       |   |
| 6 juni 1922       | Kommendör 1:a klass        | Johan Gunnar Andersson                | Professor                                | Sverige       |   |
| 6 juni 1922       | Kommendör med stora korset | Fredrik Ramel                         | Diplomat                                 | Sverige       |   |
| 6 juni 1922       | Kommendör med stora korset | Axel Granholm                         | Generaldirektör                          | Sverige       |   |
| 6 juni 1922       | Kommendör med stora korset | Victor Moll                           | Riksbankschef                            | Sverige       |   |
| 6 juni 1922       | Kommendör med stora korset | Allvar Gullstrand                     | Professor och nobelpristagare            | Sverige       |   |
| 6 juni 1922       | Kommendör med stora korset | Hans Rhodin                           | Generaldirektör                          | Sverige       |   |
| 25 november 1922  | Kommendör med stora korset | Birger Wedberg                        | Justitieråd                              | Sverige       |   |
| 25 november 1922  | Kommendör med stora korset | Salomon Eberhard Henschen             | Professor                                | Sverige       |   |
| 25 november 1922  | Kommendör med stora korset | Gustaf Henning Elmquist               | Landshövding                             | Sverige       |   |
| 6 juni 1923       | Kommendör med stora korset | Nils Trolle                           | Överhovjägmästare                        | Sverige       |   |
| 6 juni 1923       | Kommendör med stora korset | Theodor Adelswärd                     | Finansminister                           | Sverige       |   |
| 6 juni 1923       | Kommendör med stora korset | Steno Stenberg                        | Justitieminister                         | Sverige       |   |
| 6 juni 1923       | Kommendör med stora korset | Sigfrid Linnér                        | Landshövding                             | Sverige       |   |
| 6 juni 1923       | Kommendör med stora korset | Erik Wilhelm Dahlgren                 | Riksbibliotekarie                        | Sverige       |   |
| 6 juni 1923       | Kommendör med stora korset | Bengt J:son Bergqvist                 | Ecclesiastikminister                     | Sverige       |   |
| 6 juni 1923       | Kommendör med stora korset | Adolf af Jochnick                     | Generaldirektör                          | Sverige       |   |
| 15 september 1923 | Kommendör med stora korset | Karl Bertil Buhre                     | Generaldirektör                          | Sverige       |   |
| 15 september 1923 | Kommendör med stora korset | Axel Kock                             | Akademiledamot                           | Sverige       |   |
| 8 december 1923   | Kommendör med stora korset | Herman Lagercrantz                    | Diplomat                                 | Sverige       |   |
| 8 december 1923   | Kommendör med stora korset | Walter Murray                         | Civilminister, Landshövding              | Sverige       |   |
| 6 juni 1924       | Kommendör med stora korset | Otto Gustaf Erik Thott                | Överstekammarjunkare                     | Sverige       |   |
| 6 juni 1924       | Kommendör med stora korset | Carl Möller                           | Generaldirektör, Arkitekt                | Sverige       |   |
| 6 juni 1924       | Kommendör med stora korset | Karl Abraham Hjalmar Nehrman          | Generaldirektör                          | Sverige       |   |
| 6 juni 1924       | Kommendör med stora korset | Karl Axel Fryxell                     | Generaldirektör                          | Sverige       |   |
| 6 juni 1925       | Kommendör med stora korset | Eugen Björklund                       | Generaldirektör                          | Sverige       |   |
| 6 juni 1925       | Kommendör med stora korset | Erik Planting-Gyllenbåga              | Regeringsråd                             | Sverige       |   |
| 6 juni 1925       | Kommendör med stora korset | Johan Thyrén                          | Professor                                | Sverige       |   |
| 19 september 1925 | Kommendör med stora korset | Erik Molin                            | Justitieråd                              | Sverige       |   |
| 6 juni 1926       | Kommendör med stora korset | Axel Fredrik Vennersten               | Statsråd                                 | Sverige       |   |
| 6 juni 1926       | Kommendör med stora korset | Axel Edelstam                         | Justitieråd                              | Sverige       |   |
| 15 september 1926 | Kommendör med stora korset | Johan Henrik Palme                    | Bankdirektör                             | Sverige       |   |
| 15 september 1926 | Kommendör med stora korset | Carl Gösta Oscar Malm                 | Generaldirektör                          | Sverige       |   |
| 10 december 1926  | Kommendör med stora korset | Verner von Heidenstam                 | Ledamot av Svenska Akademien, författare | Sverige       |   |
| 10 december 1926  | Kommendör med stora korset | Johan Gustaf May                      | Generaldirektör                          | Sverige       |   |
| 10 december 1926  | Kommendör med stora korset | Karl Stenström                        | Landshövding                             | Sverige       |   |
| 6 juni 1927       | Kommendör med stora korset | Ludvig Stavenow                       | Professor                                | Sverige       |   |
| 6 juni 1927       | Kommendör med stora korset | John Falk                             | Landshövding                             | Sverige       |   |
| 6 juni 1927       | Kommendör med stora korset | Axel Ekman                            | Landshövding                             | Sverige       |   |
| 10 december 1927  | Kommendör med stora korset | Gustaf Cederström                     | Professor, målare                        | Sverige       |   |
| 10 december 1927  | Kommendör med stora korset | Gustaf Appelberg                      | Justitieråd                              | Sverige       |   |
| 1928              | Riddare                    | Olof Högberg                          | Författare                               | Sverige       |   |
| 6 juni 1928       | Kommendör med stora korset | Per Gustaf Södermark                  | Generaldirektör                          | Sverige       |   |
| 16 juni 1928      | Kommendör med stora korset | Oskar Herman Anton Ewerlöf            | Envoyé                                   | Sverige       |   |
| 16 juni 1928      | Kommendör med stora korset | Wilhelm Adolf Tamm                    | Underståthållare                         | Sverige       |   |
| 16 juni 1928      | Kommendör med stora korset | Svante Herman Kvarnzelius             | Landshövding                             | Sverige       |   |
| 2 april 1929      | Kommendör med stora korset | Alfred Carl Schönmeyr                 | Chilensk diplomat                        | Chile Sverige |   |
| 6 juni 1929       | Kommendör med stora korset | Carl Wilhelm Thure von Eckermann      | Överstekammarjunkare                     | Sverige       |   |
| 6 juni 1929       | Kommendör med stora korset | Wollmar Boström                       | Diplomat                                 | Sverige       |   |
| 6 juni 1930       | Kommendör med stora korset | Oscar Henry Arsell                    | Justitiekansler                          | Sverige       |   |
| 6 juni 1930       | Kommendör med stora korset | Patrick Adlercreutz                   | Diplomat                                 | Sverige       |   |
| 6 juni 1930       | Kommendör med stora korset | Fritz Bauer                           | Läkare                                   | Sverige       |   |
| 6 juni 1930       | Kommendör med stora korset | Erik Hägg                             | Generallotsdirektör                      | Sverige       |   |
| 6 juni 1930       | Kommendör med stora korset | Karl-Henrik Högstedt                  | Generallotsdirektör                      | Sverige       |   |
| 6 juni 1930       | Kommendör med stora korset | Carl Johan Sandgren                   | Envoyé, expeditionschef                  | Sverige       |   |
| 6 juni 1930       | Kommendör med stora korset | Henning Wachtmeister                  | Överstekammarjunkare                     | Sverige       |   |
| 6 juni 1930       | Kommendör med stora korset | Einar Billing                         | Biskop                                   | Sverige       |   |
| 6 juni 1930       | Kommendör med stora korset | Axel Mörner                           | Landshövding                             | Sverige       |   |
| 28 november 1930  | Kommendör med stora korset | Per Erik Gustaf Insulander            | Generaldirektör                          | Sverige       |   |
| 28 november 1930  | Kommendör med stora korset | Lars Birger Ekeberg                   | Justitieråd                              | Sverige       |   |
| 28 april 1931     | Kommendör med stora korset | Adam Lewenhaupt                       | Överstekammarherre                       | Sverige       |   |
| 6 juni 1931       | Kommendör med stora korset | Natanael Gärde                        | Justitieråd                              | Sverige       |   |
| 6 juni 1931       | Kommendör med stora korset | Johan Paues                           | Envoyé                                   | Sverige       |   |
| 6 juni 1931       | kommendör 2:a klassen      | Ragnar Blomquist                      | Direktör                                 | Sverige       |   |
| 17 november 1931  | Kommendör med stora korset | Ivan Danielsson                       | Diplomat                                 | Sverige       |   |
| 17 november 1931  | Kommendör med stora korset | Gustaf von Dardel                     | Diplomat                                 | Sverige       |   |
| 17 november 1931  | Kommendör med stora korset | Reinhold Hugo Josef Rudbeck           | Överstekammarherre                       | Sverige       |   |
| 17 november 1931  | Kommendör med stora korset | Ivan Danielsson                       | Diplomat                                 | Sverige       |   |
| 17 november 1931  | Kommendör med stora korset | Abraham Unger                         | Landshövding                             | Sverige       |   |
| 6 juni 1932       | Kommendör med stora korset | Karl Gotthard Gylfe Anderberg         | Diplomat                                 | Sverige       |   |
| 6 juni 1932       | Kommendör med stora korset | Axel von Sneidern                     | Landshövding                             | Sverige       |   |
| 22 november 1932  | Kommendör med stora korset | Torsten Undén                         | Envoyé                                   | Sverige       |   |
| 22 november 1932  | Kommendör med stora korset | Bo von Stockenström                   | Riksgäldsfullmäktig                      | Sverige       |   |
| 22 november 1932  | Kommendör med stora korset | Knut Emil Söderwall                   | Regeringsråd                             | Sverige       |   |
| 22 november 1932  | Kommendör med stora korset | Einar af Wirsén                       | Envoyé                                   | Sverige       |   |
| 6 februari 1933   | Kommendör med stora korset | Sigfrid Edström                       | Direktör                                 | Sverige       |   |
| 6 juni 1933       | Kommendör med stora korset | Isak Collijn                          | Riksbibliotekarie                        | Sverige       |   |
| 6 juni 1933       | Kommendör med stora korset | Bror Hasselrot                        | Landshövding                             | Sverige       |   |
| 16 juni 1933      | Kommendör med stora korset | Gustaf Grefberg                       | Justitieråd                              | Sverige       |   |
| 16 juni 1933      | Kommendör med stora korset | Jonas Alströmer                       | Diplomat                                 | Sverige       |   |
| 16 juni 1933      | Kommendör med stora korset | Sven Hagströmer                       | Landshövding                             | Sverige       |   |
| 16 juni 1933      | Kommendör med stora korset | Hans Ramel                            | Överhovstallmästare                      | Sverige       |   |
| 16 juni 1933      | Kommendör med stora korset | Axel Munthe                           | Förste livmedikus                        | Sverige       |   |
| 16 juni 1933      | Kommendör med stora korset | Karl Tiselius                         | Justitieråd                              | Sverige       |   |
| 25 november 1933  | Kommendör med stora korset | Hugo Hammar                           | Direktör                                 | Sverige       |   |
| 25 november 1933  | Kommendör med stora korset | August Beskow                         | Landshövding                             | Sverige       |   |
| 25 november 1933  | Kommendör med stora korset | Harald Bildt                          | Diplomat, kammarherre                    | Sverige       |   |
| 6 juni 1934       | Kommendör med stora korset | Axel Ax:son Johnson                   | Generalkonsul                            | Sverige       |   |
| 6 juni 1934       | Kommendör med stora korset | Erik Sjöborg                          | Envoyé                                   | Sverige       |   |
| 6 juni 1934       | Kommendör med stora korset | Eugène Erik Adalbert August von Rosen | Överceremonimästare                      | Sverige       |   |
| 6 juni 1934       | Kommendör med stora korset | Erik Rudolf Stridsberg                | Generaldirektör                          | Sverige       |   |
| 24 november 1934  | Kommendör med stora korset | Ivar Tengbom                          | Generaldirektör                          | Sverige       |   |
| 6 juni 1935       | Kommendör med stora korset | Einar Hennings                        | Diplomat                                 | Sverige       |   |
| 6 juni 1935       | Kommendör med stora korset | Adolf Murray                          | Ståthållare                              | Sverige       |   |
| 6 juni 1935       | Kommendör med stora korset | Karl Hildebrand                       | Riksbanksfullmäktiges ordförande         | Sverige       |   |
| 6 juni 1935       | Kommendör med stora korset | Nils Einar Stenbeck                   | Justitieråd                              | Sverige       |   |
| 6 juni 1935       | Kommendör med stora korset | Joachim Åkerman                       | Generallöjtnant                          | Sverige       |   |
| 26 oktober 1935   | Kommendör med stora korset | Gunnar Bendz                          | Hovrättspresident                        | Sverige       |   |
| 22 november 1935  | Kommendör med stora korset | Carl Hamilton                         | Diplomat                                 | Sverige       |   |
| 22 november 1935  | Kommendör med stora korset | Carl Meurling                         | Regeringsråd                             | Sverige       |   |
| 22 november 1935  | Kommendör med stora korset | Edvard Magnus Rodhe                   | Biskop                                   | Sverige       |   |
| 3 december 1935   | Riddare                    | Andreas Nordström                     | Byggnadsingenjör                         | Sverige       |   |
| 6 juni 1936       | Kommendör med stora korset | Rudolf Eklund                         | Justitieråd                              | Sverige       |   |
| 6 juni 1936       | Kommendör med stora korset | Nils Fredrik Louis Rudebeck           | Överstekammarherre                       | Sverige       |   |
| 6 juni 1936       | Kommendör med stora korset | Gustaf Dalén                          | Direktör                                 | Sverige       |   |
| 6 juni 1936       | Kommendör med stora korset | Nils Widner                           | Pastor primarius                         | Sverige       |   |
| 6 juni 1936       | Kommendör                  | Nils Spilhammar                       | Statskommissarie                         | Sverige       |   |
| 6 juni 1936       | Kommendör med stora korset | Sam. Stadener                         | Biskop                                   | Sverige       |   |
| 15 november 1936  | Kommendör med stora korset | Erling Eidem                          | Ärkebiskop                               | Sverige       |   |
| 22 november 1936  | Kommendör med stora korset | Carl Meurling                         | Regeringsråd                             | Sverige       |   |
| 17 februari 1937  | Kommendör med stora korset | Carl von Heidenstam                   | Diplomat                                 | Sverige       |   |
| 5 juni 1937       | Kommendör med stora korset | Karl Levinson                         | Landshövding                             | Sverige       |   |
| 5 juni 1937       | Kommendör med stora korset | Axel Moberg                           | Professor                                | Sverige       |   |
| 5 juni 1937       | Kommendör med stora korset | Allan Rodhe                           | Landshövding                             | Sverige       |   |
| 5 juni 1937       | Kommendör med stora korset | Seth Kempe                            | Grosshandlare                            | Sverige       |   |
| 5 juni 1937       | Kommendör med stora korset | Karl Gustaf Westman                   | Statsråd                                 | Sverige       |   |
| 5 juni 1937       | Kommendör med stora korset | Nils Einar Lennart Vult von Steyern   | Justitieråd                              | Sverige       |   |
| 9 september 1937  | Kommendör med stora korset | Axel Wenner-Gren                      | Direktör                                 | Sverige       |   |
| 15 november 1937  | Kommendör med stora korset | Folke von Krusenstjerna               | Bankinspektör                            | Sverige       |   |
| 6 juni 1938       | Kommendör med stora korset | Gustaf Wilhelm Georg Kuylenstierna    | Generaldirektör                          | Sverige       |   |
| 6 juni 1938       | Kommendör med stora korset | Axel Afzelius                         | Justitieråd                              | Sverige       |   |
| 6 juni 1938       | Kommendör med stora korset | Willand Aschan                        | Regeringsråd                             | Sverige       |   |
| 6 juni 1938       | Kommendör med stora korset | Bernhard Gärde                        | Landshövding                             | Sverige       |   |
| 6 juni 1938       | Kommendör med stora korset | Adolf Hamilton                        | Generaldirektör                          | Sverige       |   |
| 6 juni 1938       | Kommendör med stora korset | Carl Reinhold Patrik Reuterswärd      | Diplomat                                 | Sverige       |   |
| 6 juni 1938       | Kommendör med stora korset | Charles Louis d'Otrante               | Hovstallmästare, hertig                  | Sverige       |   |
| 6 juni 1938       | Kommendör med stora korset | Arthur Lindhagen                      | Justitieråd                              | Sverige       |   |
| 6 juni 1938       | Kommendör med stora korset | Herman Nilsson-Ehle                   | Professor                                | Sverige       |   |
| 6 juni 1938       | Kommendör med stora korset | Carl Emil Lundqvist                   | Civilingenjör, bruksdisponent            | Sverige       |   |
| 6 juni 1938       | Kommendör med stora korset | Karl Ivan Westman                     | Diplomat                                 | Sverige       |   |
| 15 november 1938  | Kommendör med stora korset | Hans Forsberg                         | Justitieråd                              | Sverige       |   |
| 15 november 1938  | Kommendör med stora korset | Erik Geijer                           | Justitieråd                              | Sverige       |   |
| 15 november 1938  | Kommendör med stora korset | Erik Kellberg                         | Regeringsråd                             | Sverige       |   |
| 15 november 1938  | Kommendör med stora korset | Sven Wingquist                        | Direktör                                 | Sverige       |   |
| 31 december 1938  | Kommendör med stora korset | Anders Wijkman                        | Landshövding                             | Sverige       |   |
| 6 juni 1939       | Kommendör med stora korset | Otto Holmdahl                         | Generaldirektör                          |               |   |
| 6 juni 1939       | Kommendör med stora korset | Mortimer Munck af Rosenschöld         | Landshövding                             | Sverige       |   |
| 6 juni 1939       | Kommendör med stora korset | Sven Lawski                           | Justitieråd                              | Sverige       |   |
| 6 juni 1939       | Kommendör med stora korset | Nils Wohlin                           | Generaltulldirektör                      | Sverige       |   |
| 6 juni 1939       | Kommendör med stora korset | John Forsell                          | Operachef                                | Sverige       |   |
| 6 juni 1939       | Kommendör med stora korset | Hakon Hjertén                         | Generaldirektör                          | Sverige       |   |
| 6 juni 1939       | Kommendör med stora korset | Ragnar Östberg                        | Professor                                | Sverige       |   |
| 15 november 1939  | Kommendör med stora korset | Carl Block                            | Biskop                                   | Sverige       |   |
| 15 november 1939  | Kommendör med stora korset | Algot Bagge                           | Justitieråd                              | Sverige       |   |
| 15 november 1939  | Kommendör med stora korset | Axel Pehrsson-Bramstorp               | Statsråd                                 | Sverige       |   |
| 18 november 1939  | Kommendör med stora korset | Leif Bøgh                             | Norsk minister                           | Norge         |   |
| 6 juni 1940       | Kommendör med stora korset | Per Hilding Forssman                  | Justitieråd                              | Sverige       |   |
| 6 juni 1940       | Kommendör med stora korset | Ragnar Gyllenswärd                    | Justitieråd                              | Sverige       |   |
| 6 juni 1940       | Kommendör med stora korset | Einar Modig                           | Diplomat                                 | Sverige       |   |
| 6 juni 1940       | Kommendör med stora korset | Christian Günther                     | Utrikesminister                          | Sverige       |   |
| 6 juni 1940       | Kommendör med stora korset | Nils Quensel                          | President                                | Sverige       |   |
| 6 juni 1940       | Kommendör med stora korset | Emil Sandström                        | Justitieråd                              | Sverige       |   |
| 6 juni 1940       | Kommendör med stora korset | Martin Waldenström                    | Direktör                                 | Sverige       |   |
| 6 juni 1940       | Kommendör med stora korset | Otto Baltzar Arvid Silfverschiöld     | Överstekammarjunkare                     | Sverige       |   |
| 15 november 1940  | Kommendör med stora korset | Lennart Berglöf                       | Generaldirektör                          | Sverige       |   |
| 1 mars 1941       | Kommendör med stora korset | Gösta Forssell                        | Professor                                | Sverige       |   |
| 6 juni 1941       | Kommendör med stora korset | Knut Dahlberg                         | Statsråd                                 | Sverige       |   |
| 6 juni 1941       | Kommendör med stora korset | Erik Boheman                          | Diplomat                                 | Sverige       |   |
| 6 juni 1941       | Kommendör med stora korset | Sam Larsson                           | Generaldirektör                          | Sverige       |   |
| 6 juni 1941       | Kommendör med stora korset | Martin P:son Nilsson                  | Professor                                | Sverige       |   |
| 15 november 1941  | Kommendör med stora korset | John Alsén                            | Hovrättsråd                              | Sverige       |   |
| 6 juni 1942       | Kommendör med stora korset | Sven Bellinder                        | Justitieråd                              | Sverige       |   |
| 12 november 1942  | Kommendör med stora korset | Göran Edvard Henning Posse            | Kammarherre                              | Sverige       |   |
| 14 november 1942  | Kommendör med stora korset | Erik Lind                             | Justitieråd                              | Sverige       |   |
| 14 november 1942  | Kommendör med stora korset | Harry Guldberg                        | Hovrättspresident                        | Sverige       |   |
| 14 november 1942  | Kommendör med stora korset | Hans Ludvig von Stedingk              | Överstekammarjunkare                     | Sverige       |   |
| 14 november 1942  | Kommendör med stora korset | Thore Engströmer                      | Professor                                | Sverige       |   |
| 5 juni 1943       | Kommendör med stora korset | Claës Adam Sten Lewenhaupt            | Överhovjägmästare                        | Sverige       |   |
| 5 juni 1943       | Kommendör med stora korset | Oscar Falkman                         | Direktör                                 | Sverige       |   |
| 5 juni 1943       | Kommendör med stora korset | Thorwald Bergquist                    | Landshövding                             | Sverige       |   |
| 15 november 1943  | Kommendör med stora korset | Gösta Bagge                           | Professor                                | Sverige       |   |
| 15 november 1943  | Kommendör 1:a klass        | Hugo Alfvén                           | Kompositör                               | Sverige       |   |
| 15 november 1943  | Kommendör med stora korset | Erland Boström                        | Överstekammarjunkare                     | Sverige       |   |
| 15 november 1943  | Kommendör med stora korset | David Hansén                          | Statsråd                                 | Sverige       |   |
| 15 november 1943  | Kommendör med stora korset | Gustaf Andersson i Rasjön             | Politiker                                | Sverige       |   |
| 15 november 1943  | Kommendör med stora korset | Fritiof Domö                          | Landshövding                             | Sverige       |   |
| 15 november 1943  | Kommendör med stora korset | Karl-Gustaf Hjärne                    | Regeringsråd                             | Sverige       |   |
| 6 juni 1944       | Kommendör med stora korset | Eric Salomon Hallgren                 | Underståthållare                         | Sverige       |   |
| 6 juni 1944       | Kommendör med stora korset | Sven Tunberg                          | Professor                                | Sverige       |   |
| 6 juni 1944       | Kommendör med stora korset | Bo Hammarskjöld                       | Landshövding                             | Sverige       |   |
| 6 juni 1944       | Kommendör med stora korset | Arvid Richert                         | Landshövding                             | Sverige       |   |
| 15 november 1944  | Kommendör 1:a klass        | Arvid Gunnar Afzelius                 | Kammarrättsråd                           | Sverige       |   |
| 15 november 1944  | Kommendör med stora korset | Sigurd Curman                         | Riksantikvarie                           | Sverige       |   |
| 15 november 1944  | Kommendör med stora korset | Edgar Rosander                        | Bankdirektör                             | Sverige       |   |
| 6 juni 1945       | Kommendör med stora korset | Knut G. Ewerlöf                       | Direktör                                 | Sverige       |   |
| 6 juni 1945       | Kommendör med stora korset | Folke Bernadotte                      | Greve av Wisborg                         | Sverige       |   |
| 6 juni 1945       | Kommendör med stora korset | Fredrik Julius Christian Sterzel      | Justitieråd                              | Sverige       |   |
| 6 juni 1945       | Kommendör med stora korset | Vilhelm Assarsson                     | Diplomat                                 | Sverige       |   |
| 6 juni 1945       | Kommendör med stora korset | Fredrik Adolf Immanuel Lundevall      | Regeringsråd                             | Sverige       |   |
| 6 juni 1945       | Kommendör med stora korset | Gustaf Werner                         | Direktör                                 | Sverige       |   |
| 6 juni 1944       | Kommendör med stora korset | Sven Tunberg                          | Professor                                | Sverige       |   |
| 6 juni 1945       | Kommendör med stora korset | Thorsten Otto Rudolf Wijnbladh        | Generaldirektör                          | Sverige       |   |
| 6 juni 1945       | Kommendör med stora korset | Gustaf Aulén                          | Biskop                                   | Sverige       |   |
| 6 juni 1945       | Kommendör med stora korset | Einar Löfstedt                        | Professor                                | Sverige       |   |
| 6 juni 1945       | Kommendör med stora korset | Harald Malmberg                       | Generaldirektör                          | Sverige       |   |
| 17 augusti 1945   | Kommendör med stora korset | Jacob Wallenberg                      | Bankdirektör                             | Sverige       |   |
| 15 november 1945  | Kommendör med stora korset | Carl Hugo Vilhelm Ericsson            | Justitieråd                              | Sverige       |   |
| 15 november 1945  | Kommendör med stora korset | Torsten Petersson                     | Generallotsdirektör                      | Sverige       |   |
| 15 november 1945  | Kommendör med stora korset | Carl Gustaf Eklund                    | Regeringsråd                             | Sverige       |   |
| 15 november 1945  | Kommendör med stora korset | Seve Ekberg                           | Justitieråd                              | Sverige       |   |
| 15 november 1945  | Kommendör med stora korset | Nils Ljunggren                        | Justitieråd                              | Sverige       |   |
| 15 november 1945  | Kommendör med stora korset | Hilding Kjellman                      | Landshövding                             | Sverige       |   |
| 15 november 1945  | Kommendör med stora korset | Hugo Frans Johan Oscar Landelius      | Generaldirektör                          | Sverige       |   |
| 6 juni 1946       | Kommendör med stora korset | Holger Elliot                         | Hovrättspresident                        | Sverige       |   |
| 6 juni 1946       | Kommendör med stora korset | Hans Gustaf Beck-Friis                | Diplomat                                 | Sverige       |   |
| 6 juni 1946       | Kommendör med stora korset | Carl Erik August Mannerfelt           | Landshövding                             | Sverige       |   |
| 15 november 1946  | Kommendör med stora korset | Arvid Lidén                           | Landshövding                             | Sverige       |   |
| 15 november 1946  | Kommendör 1:a klass        | Gunnar Aste                           | Generaldirektör                          | Sverige       |   |
| 6 juni 1947       | Kommendör med stora korset | Björn Prytz                           | Diplomat                                 | Sverige       |   |
| 6 juni 1947       | Kommendör med stora korset | Manne Siegbahn                        | Professor                                | Sverige       | - |
| 6 juni 1947       | Kommendör med stora korset | Christian Storjohann                  | Disponent                                | Sverige       |   |
| 6 juni 1947       | Kommendör med stora korset | Nils Leonard Bolinder                 | Generaldirektör                          | Sverige       |   |
| 15 november 1947  | Kommendör med stora korset | Waldemar Borgquist                    | Generaldirektör                          | Sverige       |   |
| 15 november 1947  | Kommendör med stora korset | Olof Alsén                            | Hovrättsråd                              | Sverige       |   |
| 5 december 1947   | Kommendör med stora korset | Vilhelm Lundvik                       | Landshövding                             | Sverige       |   |
| 5 juni 1948       | Kommendör med stora korset | Gustaf Karl Ljunggren                 | Biskop                                   | Sverige       |   |
| 5 juni 1948       | Kommendör med stora korset | Gustaf Söderlund                      | Statssekreterare                         | Sverige       |   |
| 5 juni 1948       | Kommendör med stora korset | Torsten Bohlin                        | Biskop                                   | Sverige       |   |
| 5 juni 1948       | Kommendör med stora korset | Hakon Theodor Sylvan                  | Generaldirektör                          | Sverige       |   |
| 5 juni 1948       | Kommendör 1:a klass        | Georg Andrén                          | Landshövding                             | Sverige       |   |
| 5 juni 1948       | Kommendör med stora korset | John Nordin                           | Generaldirektör                          | Sverige       |   |
| 15 november 1948  | Kommendör med stora korset | Konrad Persson                        | Generaldirektör                          | Sverige       |   |
| 15 november 1948  | Kommendör med stora korset | Johan Beck-Friis                      | Diplomat                                 | Sverige       |   |
| 4 juni 1949       | Kommendör med stora korset | Per Vilhelm Santesson                 | Justitieråd                              | Sverige       |   |
| 4 juni 1949       | Kommendör med stora korset | Henrik Kreüger                        | Professor                                | Sverige       |   |
| 4 juni 1949       | Kommendör med stora korset | Torsten Ysander                       | Biskop                                   | Sverige       |   |
| 4 juni 1949       | Kommendör 1:a klass        | Fredrik Berg                          | Professor                                | Sverige       |   |
| 4 juni 1949       | Kommendör med stora korset | Joen Lagerberg                        | Diplomat, överceremonimästare            | Sverige       |   |
| 4 juni 1949       | Kommendör med stora korset | Dag Hammarskjöld                      | FN:s generalsekreterare                  | Sverige       |   |
| 4 juni 1949       | Kommendör med stora korset | Karl Fredrik Göransson                | Disponent                                | Sverige       |   |
| 15 november 1949  | Kommendör 1:a klass        | Nils Arvid Theodor Beckman            | Justitieråd                              | Sverige       |   |
| 15 november 1949  | Kommendör med stora korset | David Martin Lindsjö                  | Generalläkare                            | Sverige       |   |
| 15 november 1949  | Kommendör med stora korset | Yngve Brilioth                        | Biskop                                   | Sverige       |   |
| 15 november 1949  | Kommendör med stora korset | Olof Ekblom                           | Landshövding                             | Sverige       |   |
| 15 november 1949  | Kommendör med stora korset | Johan Adolf Gunnar Dahlman            | Justitieråd                              | Sverige       |   |
| 15 november 1949  | Kommendör med stora korset | Knut Harald Nissen                    | Justitieråd                              | Sverige       |   |
| 31 december 1949  | Kommendör med stora korset | Torsten Friis                         | Ståthållare                              | Sverige       |   |
| 6 juni 1950       | Kommendör med stora korset | Torsten Löfgren                       | Landshövding                             | Sverige       |   |
| 6 juni 1950       | Kommendör med stora korset | Carl Milles                           | Professor                                | Sverige       |   |

## Gustaf VI Adolf (1950–1973)
| 6 juni 1951      | Kommendör 1:a klass        | Hugo Robert Backman           | Lagman                                  | Sverige   |                       |
| 6 juni 1951      | Kommendör med stora korset | Widar Bagge                   | Diplomat                                | Sverige   |                       |
| 6 juni 1951      | Kommendör med stora korset | Johan Hagander                | Överståthållare                         | Sverige   |                       |
| 10 november 1951 | Kommendör 1:a klassen      | Sven Allard                   | Diplomat                                | Sverige   |                       |
| 31 mars 1952     | Kommendör med stora korset | Sigvard Bernadotte            | Greve                                   | Sverige   |                       |
| 10 april 1952    | Kommendör med stora korset | Carl Johan Bernadotte         | Greve                                   | Sverige   |                       |
| 10 april 1952    | Kommendör med stora korset | Lennart Bernadotte            | Greve                                   | Sverige   |                       |
| 24 april 1952    | Kommendör 1:a klass        | Hans W:son Ahlmann            | Diplomat och geograf                    | Sverige   |                       |
| 6 juni 1952      | Kommendör med stora korset | Louise Rålamb                 | Överhovmästarinna                       | Sverige   |                       |
| 11 november 1952 | Kommendör 1:a klass        | Carl Beck-Friis               | Kabinettskammarherre                    | Sverige   |                       |
| 11 november 1952 | Kommendör med stora korset | Per Birger Johansson          | Diplomat                                | Sverige   |                       |
| 11 november 1952 | Kommendör                  | Nils Hänninger                | Undervisningsråd                        | Sverige   |                       |
| 1952             |                            | Birger Nordholm               | Turistchef                              | Sverige   |                       |
| 6 juni 1953      | Kommendör                  | Olof Molander                 | Regissör                                | Sverige   |                       |
| 6 juni 1953      | Kommendör med stora korset | Gunnar Carlsson               | Generalkonsul                           | Sverige   |                       |
| 6 juni 1953      | Kommendör med stora korset | Ernfrid Browaldh              | Bankdirektör                            | Sverige   |                       |
| 6 juni 1953      | Kommendör med stora korset | Carl Gustaf Hellquist         | Justitieråd                             | Sverige   |                       |
| 23 november 1953 | Kommendör med stora korset | Gustaf Oscar Ludvig Nobel     | Direktör                                | Sverige   |                       |
| 5 juni 1954      | Kommendör 1:a klass        | Ragnar Bergendal              | Professor                               | Sverige   |                       |
| 5 juni 1954      | Kommendör med stora korset | Gunnar Hägglöf                | Diplomat                                | Sverige   |                       |
| 5 juni 1954      | Kommendör med stora korset | Albin Johansson               | Direktör                                | Sverige   |                       |
| 5 juni 1954      | Kommendör med stora korset | Henning Daniel Fransén        | Regeringsråd                            | Sverige   |                       |
| 5 juni 1954      | Kommendör med stora korset | Carl W. U. Kuylenstierna      | Regeringsråd                            | Sverige   |                       |
| 5 juni 1954      | Kommendör med stora korset | Joel Christer Halvar Lech     | Justitieråd                             | Sverige   |                       |
| 5 juni 1954      | Kommendör med stora korset | Folke Rudewall                | Justitieombudsman                       | Sverige   |                       |
| 5 juni 1954      | Kommendör med stora korset | Anders Österling              | Ständig sekreterare i Svenska Akademien | Sverige   |                       |
| 18 november 1954 | Kommendör med stora korset | Erik Lindeberg                | Landshövding                            | Sverige   |                       |
| 1956             |                            | Hermes da Fonseca             | President                               | Brasilien |                       |
| 6 juni 1955      | Kommendör med stora korset | Carl-Reinhold von Essen       | Hovmarskalk                             | Sverige   |                       |
| 6 juni 1955      | Riddare                    | Elis Magnusson                | Lektor vid Sjöbefälsskolan i Göteborg   | Sverige   |                       |
| 23 November 1955 | Riddare                    | Axel Erik Gustaf Björk        | Trafikinspektör                         | Sverige   |                       |
| 6 juni 1956      | Riddare                    | Sven Oskar Harald Olsson      | Distriktsveterinär                      | Sverige   |                       |
| 6 juni 1956      | Kommendör                  | Svante Ericius                | Kansliråd i Kungl. civildepartementet   | Sverige   |                       |
| 21 november 1958 | Riddare                    | Sven Ekbo                     | Professor                               | Sverige   |                       |
| 1960             | Kommendör                  | Bengt Petri                   | Landshövding                            | Sverige   |                       |
| 1960             | Kommendör                  | Carl Axel Petri               | Hovrättspresident                       | Sverige   |                       |
| 6 juni 1961      | Kommendör med stora korset | Carl Mauritz Edvard Wijnbladh | Hovrättspresident                       | Sverige   |                       |
| 23 november 1961 | Kommendör med stora korset | Herved af Trolle              | Justitieråd                             | Sverige   |                       |
| 6 juni 1962      | Riddare                    | Sigvard Bälter                | Borgmästare                             | Sverige   | Kommendör 6 juni 1974 |
| 30 juli 1964     | Riddare                    | Eugène Pierre Davoust         | Lektor                                  | Frankrike |                       |
| 4 juni 1965      | Riddare                    | Gotthard Arnér                | Domkyrkoorganist                        | Sverige   |                       |
| 22 juni 1965     | Riddare                    | Stig Ögren                    | Byrådirektör                            | Sverige   |                       |
| 06 juni 1968     | Riddare                    | Carl-Gustav Vilhelm Bjurner   | Adjunkt vid Täby gymnasium, fil. mag.   | Sverige   |                       |
| 3 juli 1968      | Riddare                    | Sven Ernst Fjalar Häggblom    | Kaptenlöjtnant                          | Åland     |                       |
| 1968             | Kommendör                  | Richard Söderberg             | Professor                               | Sverige   |                       |
| 1968             | Riddare                    | Bengt Helldal                 | Doktor                                  | Sverige   |                       |
| 1969             | Riddare                    | Hellmut Fischmeister          | Professor                               | Österrike |                       |
| 6 juni 1970      | Kommendör                  | Sven B. F. Jansson            | Riksantikvarie                          | Sverige   |                       |
| 16 november 1970 | Riddare                    | Sven Björklund                | Avd. Direktör                           | Sverige   |                       |
| 1971             | Riddare                    | Arne Bjerhammar               | Professor                               | Sverige   |                       |
| 1971             | Riddare                    | Richard A. Reyment            | Professor                               | Sverige   |                       |
| 1971             | Kommendör                  | Anna-Lisa Vinberg             | Lagman                                  | Sverige   |                       |
| 6 juni 1972      | Riddare                    | Fritz Lindegren               | Överingenjör                            | Sverige   |                       |
| 6 juni 1972      | Kommendör                  | Pierre Bothén                 | Diplomat                                | Sverige   |                       |
| 1972             | Riddare                    | Lennart Cervall               | Gymnasieinspektör                       | Sverige   |                       |
| 1972             | Riddare                    | Stig Kanger                   | Professor                               | Sverige   |                       |
| 1973             |                            | Tore Sundberg                 | Doktor                                  | Sverige   |                       |
| 1973             | Riddare                    | Ulf Hänninger                 | Byråchef                                | Sverige   |                       |
| 1973             | Riddare                    | Sven Andersson                | Lektor                                  | Sverige   |                       |
| 6 juni 1973      | Riddare                    | Roland Starck                 | Chefsåklagare                           | Sverige   |                       |
| 6 juni 1973      | Riddare                    | John Verner Sundin            | Poliskommissarie                        | Sverige   |                       |
| 1973             | Kommendör                  | Bengt Resare                  | Överdirektör                            | Sverige   |                       |

## Carl XVI Gustaf (1973–)
| Maj 1976                            | Riddare av första klassen   | Johann Beer           | Direktör                                                   | Österrike              | |
| December 1976                       | Kommendör med stora korset  | Lilian Craig-Davies   | Prinsessa                                                  | Storbritannien         | |
| 1981                                | Riddare av första klassen   | Valeriu Munteanu      | Universitetslektor                                         | Rumänien               | |
| 1982                                | Kommendör med stora korset  | Tellervo Koivisto     | Finlands presidentfru                                      | Finland                | |
| 2 november 1983                     | Kommendör av första klassen | Greta Garbo           | Skådespelerska                                             | USA                    | |
| 9 februari 1987                     | Kommendör med stora korset  | Aníbal Cavaco Silva   | Portugals president                                        | Portugal               | |
| 6 oktober 1987                      | Riddare av första klassen   | Lars-Eric Lindblad    | Direktör, upptäcktsresande                                 | USA                    | Svenskfödd pionjär inom expeditionsturism                                                                                               |
| 1988                                | Kommendör                   | Henry Segerstrom      | Företagsledare                                             | USA                    | |
| 1988                                | Kommendör                   | Ann-Margret           | Skådespelerska                                             | USA                    | |
| 1994                                | Kommendör med stora korset  | Eeva Ahtisaari        | Finlands presidentfru                                      | Finland                | |
| 1996                                | Kommendör                   | Göran Wide            | Stadsdirektör                                              | Finland                | |
| 17 februari 2005                    | Kommendör                   | Thamnoon Wanglee      | Styrelseledamot                                            | Thailand               | |
| 22 maj 2006                         | Riddare av första klassen   | Waldemar Schmidt      | Styrelseledamot                                            | Danmark                | |
| 10 april 2007                       | Kommendör av första klassen | Mohammed Al-Amoudi    | Schejk                                                     | Etiopien/ Saudiarabien | Kommendör (1997) |
| 10 april 2007                       | Kommendör med stora korset  | Alice Cheng           | Fru                                                        | Kina                   | Kommendör (1996) |
| 9 maj 2008                          | Kommendör med stora korset  | Maria Cavaco Silva    | Fru, gift med Portugals president                          | Portugal               | |
| 25 november 2008                    | Kommendör av första klassen | Jaakko Smolander      | Viceamiral                                                 | Finland                | |
| 16 maj 2009                         | Kommendör                   | Dan Ekholm            | Redaktör                                                   | Finland                | |
| 20 oktober 2009                     | Riddare av första klassen   | Marc de Gouvenain     |                                                            | Frankrike              | För hans engagemang som översättare av svensk litteratur till franska                                                                   |
| 1 februari 2010                     | Riddare av första klassen   | Jussi Helminen        | Teaterchef                                                 | Finland                | |
| 1 februari 2010                     | Riddare av första klassen   | Mauno Järvelä         | Spelman och musikpedagog                                   | Finland                | |
| 1 februari 2010                     | Kommendör                   | Helena Edgren         | Överdirektör                                               | Finland                | |
| 1 februari 2010                     | Kommendör                   | Henry Wiklund         | Kammarråd                                                  | Finland                | Riddare av första klassen |
| 1 februari 2010                     | Kommendör av första klassen | Risto Volanen         | Statssekreterare                                           | Finland                | |
| 8 mars 2010                         | Riddare av första klassen   | Siggi Loch            | Producent                                                  | Tyskland               | |
| 17 mars 2010                        | Kommendör                   | Tomaz Jervell         | Honorärkonsul                                              | Portugal               | |
| 21 april 2010                       | Kommendör                   | Carlos de Vasconcelos | Honorärkonsul                                              | Portugal               | |
| 4 maj 2010                          | Kommendör med stora korset  | Michael M. Wood       | Ambassadör                                                 | USA                    | |
| 1 juli 2010                         | Kommendör                   | Yohei Sasakawa        | Styrelseledamot                                            | Japan                  | |
| 23 juli 2010                        | Riddare av första klassen   | Choe Chong-pil        | Professor                                                  | Sydkorea               | |
| 23 juli 2010                        | Riddare av första klassen   | Choe Chong-dae        | Styrelseordförande                                         | Sydkorea               | |
| 21 oktober 2010                     | Kommendör av första klassen | Jennifer Granholm     | Guvernör                                                   | USA                    | |
| 18 januari 2011                     | Kommendör med stora korset  | Evelin Ilves          | Estlands presidentfru                                      | Estland                | |
| 4 maj 2011                          | Kommendör med stora korset  | Anna Komorowska       | Polens presidentfru                                        | Polen                  | |
| 17 april 2012                       | Kommendör med stora korset  | Jenni Haukio          | Finlands presidentfru                                      | Finland                | |
| 30 maj 2012                         | Kommendör med stora korset  | Kim Yoon-Ok           | Sydkoreas presidentfru                                     | Sydkorea               | |
| 24 oktober 2012                     | Kommendör med stora korset  | Estela de Carlotto    | Kämpe för mänskliga rättigheter                            | Argentina              | |
| 6 juni 2013                         | Kommendör                   | Christopher O'Neill   | Affärsman                                                  | Storbritannien USA     | Prinsessan Madeleines make |
| 27 juni 2013                        | Kommendör                   | Colin Carlile         | Herr                                                       | Storbritannien Sverige | |
| 26 september 2013                   | Kommendör                   | Michael M. Kaiser     | Herr, Chef för Kennedy Center                              | USA                    | |
| 13 maj 2014                         | Kommendör                   | Peter Sutherland      | Herr, FN:s särskilda sändebud för migration och utveckling | Irland                 | |
| 9 juli 2014                         | Riddare av första klassen   | Antoine Cohen-Potin   | Herr                                                       | Frankrike              | För hans engagemang i relationerna mellan Frankrike och Sverige                                                                         |
| 4 mars 2015                         | Kommendör med stora korset  | Carl Haglund          | Finlands försvarsminister                                  | Finland                | Erhöll orden i samband med Konungens statsbesök i Finland                                                                               |
| 12 mars 2015; återkallad 7 maj 2019 | Riddare av första klassen   | Jean-Claude Arnault   | Fotograf, Teaterregissör                                   | Frankrike              | Konung Carl XVI Gustaf beslöt den 7 maj 2019 att återkalla orden. Beslutet meddelades av konungen såsom ordens Stormästare.             |
| 10 april 2015                       | Ledamot av första klassen   | Else Marie Friis      | Professor i paleobotanik vid Naturhistoriska riksmuseet    | Danmark                | För stora personliga insatser för utvecklingen inom forskningsområdet paleobotanik i Sverige                                            |
| 3 november 2016                     | Kommendör av första klassen | Laura Codruţa Kövesi  | Chefsåklagare för den rumänska antikorruptionsbyrån        | Rumänien               | För uthålligt arbete mot korruption i Rumänien, insatser som är viktiga för att förbättra transparensen och rättssäkerheten i Rumänien. |
| 14 juni 2019                        | Kommendör med stora korset  | Kim Jung-sook         | Sydkoreas första dam, gift med dess president Moon Jae-in  | Sydkorea               | Erhöll orden i samband med statsbesök i Sverige.                                                                                        |
| 10 december 2019                    | Kommendör av första klassen | Nivaldo Luis Rossato  | Brasiliens flygvapenchef                                   | Brasilien              | Erhöll orden på Sveriges ambassad i Brasilia                                                                                            |
| 17 september 2021                   | Kommendör med stora korset  | Timo Kivinen          | General                                                    | Finland                | [ 29 ] |
| 6 juli 2022                         | Kommendör av första klassen | Andrij Plachotnjuk    | Ambassadör                                                 | Ukraina                | Med hänsyn till det sätt varpå han vårdar de svensk-ukrainska relationerna under rådande läge.                                          |
| 1 september 2022                    | Kommendör av första klassen | Tan Peng Yam          | Forskningschef för Singapores försvarsdepartement          | Singapore              | Erhöll orden på Försvarsdepartementet, Stockholm, för långsiktigt arbete med att stärka samarbetet mellan Sverige och Singapore.        |
| 2 maj 2023                          | Kommendör med stora korset  | Sirje Karis           | Estlands presidentfru                                      | Estland                | Erhöll orden i samband med Konungens statsbesök i Estland.                                                                              |
| 21 mars 2024                        | Kommendör med stora korset  | Svante Pääbo          | Professor                                                  | Sverige                | För utomordentliga forskningsinsatser.                                                                                                  |
| 21 mars 2024                        | Kommendör med stora korset  | Anne L'Huillier       | Professor                                                  | Sverige Frankrike      | För utomordentliga forskningsinsatser.                                                                                                  |
| 21 mars 2024                        | Riddare                     | Catarina Wingren      | Tredje Ambassadsekreterare                                 | Sverige                | För avgörande engagemang i samband med svenska internationella fredsinsatser i Mali                                                     |

## Okänt datum
| Datum     | Klass                     | Namn                        | Titel           | Land      | Anmärkning |
| --------- | ------------------------- | --------------------------- | --------------- | --------- | ---------- |
|           | Riddare av första klassen | David Bachmann              | Handelsattaché  | Österrike |            |
|           | Riddare                   | Karl A Pekkari              | Rektor          | Sverige   |            |
| 1814-1818 | Riddare                   | Torbiørn Ludvig Synnestvedt | Oberstløyntnant | Norge     |            |